# Stationsplein (Maastricht)
Het Stationsplein (Maastrichts: Aon de Stasie) is een plein in het centrum van de Nederlandse stad Maastricht, gelegen aan de westzijde van Station Maastricht in het stadsdeel Wyck. Ruimtelijk en architectonisch gezien behoren ook delen van de Parallelweg en de Spoorweglaan tot het Stationsplein. Rondom het plein liggen vier rijksmonumenten en zeventien gemeentelijke monumenten.

## Naamgeving en ligging
Het plein is genoemd naar het spoorwegstation, dat vanaf 1912 op de huidige locatie werd gebouwd. Andere straatnamen in de buurt (Stationsstraat, Parallelweg en Spoorweglaan) verwijzen eveneens naar het station of de spoorweg. De naam werd officieel toegekend in 1917, enkele jaren na het gereedkomen van het station.
Het Stationsplein ligt op de rechter Maasoever in Wyck aan de oostzijde van het Maastrichtse stadscentrum. Het plein heeft de vorm van een langgerekte rechthoek en strekt zich uit van noord tot zuid langs de Parallelweg en de Spoorweglaan, die over de gehele lengte de westelijke begrenzing vormen. Hier liggen tevens de drie zijstraten, van noord naar zuid: de Sint Maartenslaan, de Stationsstraat en de Bourgognestraat. Het spoorwegemplacement, het stationsgebouw en de laagbouw van kantorencomplex De Colonel vormen de oostelijke begrenzing. Aan de zuidzijde vormt de hoogbouw van De Colonel een duidelijke begrenzing. Aan de noordzijde is de begrenzing minder duidelijk. Meestal wordt de denkbeeldige verlenging van de Sint Maartenslaan als eindpunt gezien. Het busstation wordt dan wel, het P+R-parkeerterrein niet tot het Stationsplein gerekend.

## Verkeer en inrichting
Het plein is voor een groot deel ingericht als voetgangersgebied, hoewel de Parallelweg en de Spoorweglaan, die officieel niet tot het plein behoren, wel in gebruik zijn door het wegverkeer. Aan de kant van de huizen in deze straten zijn parkeervakken. Het noordelijk deel van het plein is ingericht als busstation. De stads- en regiobussen rijden aan via de Sint Maartenslaan en af via de Stationsstraat. Tussen de twee busperrons bevindt een kleine, half-verdiept aangelegde fietsenstalling. Daarnaast is er in het middendeel een fietsparkeerkelder voor 2810 fietsen. In het zuidelijk deel is een taxistandplaats ingericht. Hier bevindt zich tevens een aansluiting voor fietsers op de Scharnertunnel.
Het Stationsplein is grotendeels bestraat met kinderkopjes. De rijweg van de Spoorweglaan en de Parallelweg is geplaveid met asfalt; de stoep met natuurstenen tegels. Het wegdek bij het busstation bestaat uit betonplaten; de perrons uit natuursteentegels. Tussen het busstation en het spoorwegemplacement is een rij leibomen aangeplant, die een dichte haag vormen. Het zuidelijk pleindeel bij De Colonel is symmetrisch ingericht met een ronde fontein omsloten door een tweetal verhoogde plantsoenen. Deze zijn in een strak geometrisch patroon beplant met onder andere buxushagen en sierheesters. Langs de Parallelweg en de Spoorweglaan staan sinds 2018 doodsbeenderenbomen; in het zuidelijk deel staan nog enkele oudere bomen.

## Geschiedenis

### Voorgeschiedenis

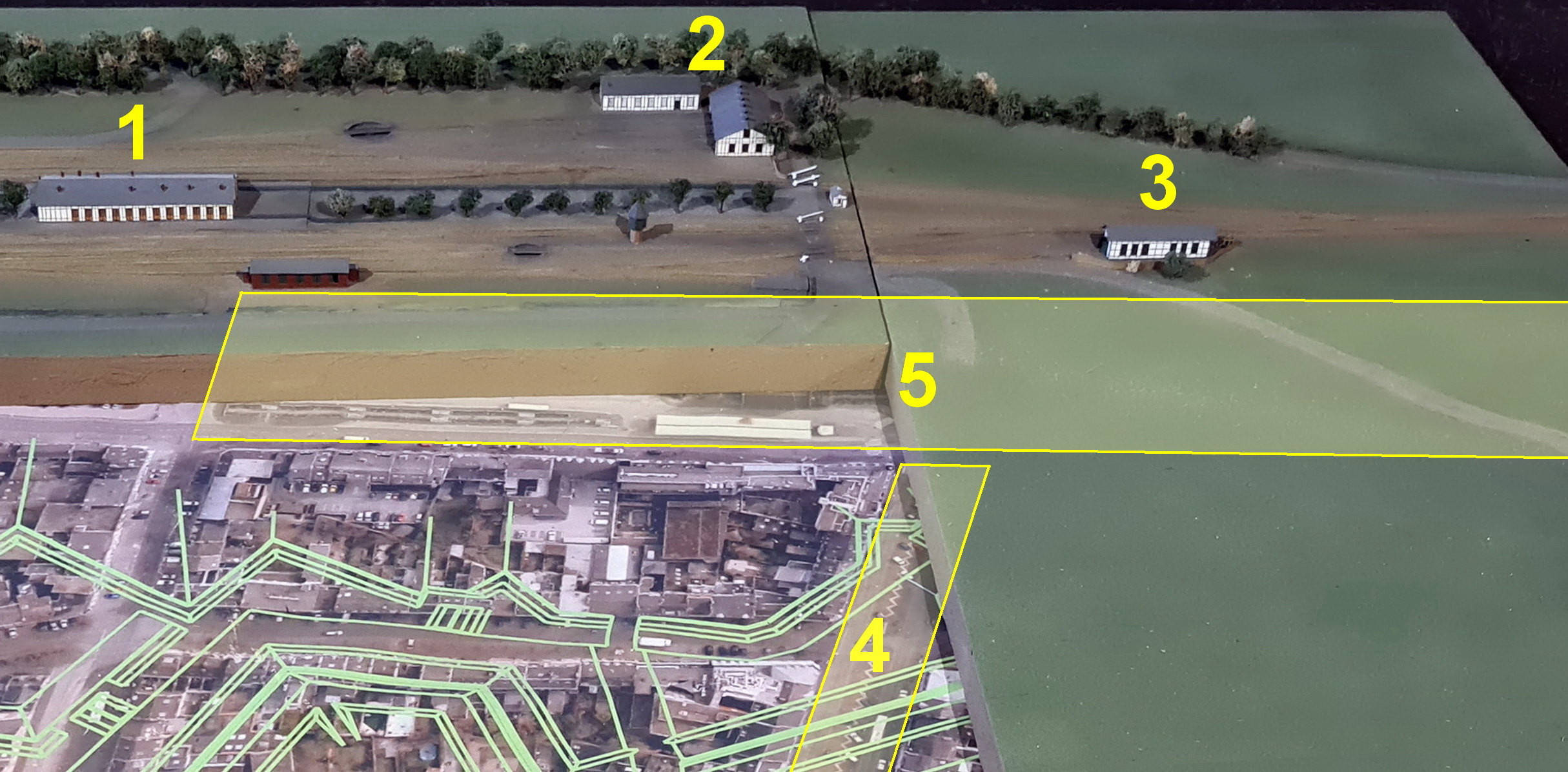
Detail onvoltooide Maquette Maastricht 1867 met Wycker vestingwerken en toenmalig spoorwegemplacement. 1 station Staatsspoor; 2 locomotievenloods Staatsspoor; 3 onbekend; 4 Stationsstraat; 5 Stationsplein (de laatste twee pas later aangelegd)

Het gebied waar het Stationsplein ligt, lag tot 1867 net buiten de vestingwerken van Maastricht. De gemeentegrens van Maastricht liep langs de onderrand van het glacis, dat de vestingwerken omsloot. Het gebied daarbuiten behoorde tot 1920 tot de gemeente Meerssen. In 1853 moest het eerste station van Maastricht, aan de spoorlijn Aken-Maastricht, dan ook gebouwd worden op grondgebied van de gemeente Meerssen. In de jaren daarna verrezen op het emplacement in Wyck twee additionele stationsgebouwen: dat van de Grand Central Belge en dat van het Staatsspoor. Een doorgaande route van deze stations naar de Maasbrug, destijds nog de enige brug, ontbrak. Zowel het stratenpatroon in Wyck als de vestingwerken vormden belemmeringen voor het verkeer. De meeste reizigers reisden dan ook per rijtuig om Wyck heen, om via de Rechtstraat of de Oeverwal de brug te bereiken. In 1866 verbeterde de situatie enigszins door de aanleg van de Stationspoort, die echter slechts twee jaar dienstdeed.

### Planvorming
Na de opheffing van de vesting in 1867 en de daaropvolgende slechting van de vestingwerken, werden de eerste plannen gemaakt voor de uitleg van de stad aan de Wycker kant. Besloten werd dat hier een woonwijk voor de middenklasse moest komen, met brede straten en ruime herenhuizen. In de plannen van stadsarchitect W.J. Brender à Brandis uit de jaren 1880 is te zien dat de hoofdstructuur van de wijk bestond uit twee assen: de 'Stationsweg' (het oostelijk deel van de Wycker Brugstraat met in het verlengde daarvan de Stationsstraat) en de 'Singelweg' (de Wilhelminasingel). Dwars op de 'Stationsweg' waren verder nog gepland de 'Middenweg' (Alexander Battalaan) en de 'Parallelweg', die nog steeds zo heet. De benaming 'Percée' (Frans: doorbraak) voor de nieuwe avenue bleef tot ver in de twintigste eeuw herinneren aan de doorbraak in Wyck en de vestingwerken. Een optie voor een alternatieve route, diagonaal lopend vanaf de Wycker Brugstraat naar de drie spoorwegstations, werd jarenlang opengehouden, maar bleef onuitgevoerd. Hoewel de Stationswijk in 1879 nog niet bestond, begon aan de overzijde van het spoor, precies in de as van de Percée, de bouw van de imposante Villa Wyckerveld in opdracht van de ondernemer-politicus Eugène Regout. Door vertraging van de zijde van de Dienst Domeinen, die de vestinggronden in bezit had, werden de benodigde gronden pas in 1881 pas aan de gemeente overgedragen. De doortrekking van de Wycker Brugstraat en de aanleg van nieuwe straten in de Stationsbuurt vond plaats van 1882 tot 1892. De eerste herenhuizen werden al in 1885 opgeleverd.

### Bouw station en aanleg plein
In 1898 kwam de spoorlijn naar Aken in handen van de Nederlandse Staatsspoorwegen. Daardoor tekende zich ook de behoefte sterker af om tot één station te komen voor Wyck-Maastricht, een wens die al sinds 1890 bestond. In 1907 vond een kleine grenscorrectie van 25 hectare tussen Meerssen en Maastricht plaats, waardoor het bestaande emplacement én het nog te bouwen station binnen de gemeente Maastricht kwamen te liggen. De gemeente Maastricht wilde het nieuwe station aanvankelijk ten oosten van de spoorweg situeren, in het winterbed van de Maas, omdat men koste wat kost de bestaande overweg in het verlengde van de Percée wilde behouden. Verder meende men dat het door het Rijk voorgestelde terrein te smal zou zijn. Uiteindelijk gaf minister Louis Regout in 1909 de doorslag: het werd het smalle terrein aan het einde van de Percée. Door het wegvallen van de overweg bij de Stationsstraat, verplaatste het verkeer zich naar de (al bestaande) overweg bij de Akerstraat en de Scharnerweg en, iets later, naar de nieuw aangelegde spoorwegovergang tussen de Duitsepoort en de Heerderweg.
Het ontwerp van het nieuwe station door ir. George Willem van Heukelom (1870-1953) kwam van 1906 tot 1912 geleidelijk tot stand. Het station kreeg zijn specifieke vorm door het gegeven dat het zowel kopstation als doorgaand station moest zijn, dat de rangeerterreinen een bepaalde breedte moesten behouden, dat het voorplein een acceptabele breedte moest krijgen en dat men het gewenst vond dat de hoofdingang tegenover de deftige Stationsstraat kwam te liggen. Dat alles lukte door het gebouw een zeer langgerekte vorm te geven met een wat breder volume aan de noordzijde. Deze vorm bepaalde automatisch de vorm die het Stationsplein kreeg. Het plein werd aanvankelijk ingericht als parkje. Aan weerszijden van de hoofdingang stonden twee hoge lichtmasten van beton in vroege art decovormen.
In 1916 werd de passerelle in gebruik genomen, een overdekte voetgangersbrug over het spoor, gelegen aan de zuidzijde van het station. De passerelle was deels van hout en had een fraai entreegebouwtje met een hardstenen rondboog aan het Stationsplein. De passerelle werd in 1964 afgebroken na het gereedkomen van de Scharnertunnel, waar ook een voetgangerstunnel deel van uit maakte. Het strak vormgegeven entreegebouw van de voetgangerstunnel in beton en glas, van binnen betegeld, was geen lang leven beschoren. Het werd gesloopt nadat in 1984 een nieuwe passerelle aan de achterkant van het station was gebouwd.

### Openbaar vervoer
Van 1884 tot 1896 onderhield de particuliere Maastrichtsche Omnibus-Maatschappij met vier omnibussen een vaste dienstregeling tussen het Wycker stationsgebied en de Boschstraat, via Vrijthof en Markt. In 1894 besloot de Maastrichtse gemeenteraad een trambaan aan te leggen op dit traject en de exploitatie in eigen hand te nemen. Vanaf 1896 reden hier drie gastrams van de Maastrichtsche Tram, maar vanwege slechte prestaties werden deze in 1903 vervangen door paardentrams, die tot 1914 dienst bleven doen. De trams reden komend uit de Stationsstraat rechtdoor naar de spoorwegovergang en bogen dan scherp naar het noorden om te eindigen bij het Station Staatsspoorwegen. Vanaf 1918 namen autobussen het openbaar vervoer tussen het nieuwe station en de binnenstad over.
Tussen 1929 en 1938 reed tussen Maastricht en Vaals een stoomtram op de tramlijn Maastricht - Vaals. De trams van de Limburgsche Tramweg-Maatschappij (LTM) hadden een halte op het Stationsplein, waar in 1931 een functionalistisch wachthuisje van architect J.J. Turlings verrees. Op 5 april 1938 reed de laatste tram, waarna de LTM de lijn voortzette met autobussen. Het aantal stads- en streekbuslijnen dat het station aandeed was in 1929 al zodanig toegenomen dat een apart busstation nodig was. Daarvoor werd het parkje in het zuidelijke deel van het Stationsplein opgeofferd. De autobussen van Stadsbus Maastricht behielden hun halteplaatsen bij de hoofdingang van het station; de streekbussen van Meussen, LTM en andere ondernemingen kregen twaalf perrons tot hun beschikking in het zuidelijk deel.
Begin jaren 1960 schoven de streekbussen verder op naar het zuiden en verrees er op de oude plek een restauratie annex toiletgebouw. De stadsbussen schoven op naar het noorden. Daar stond ook een wachthuis annex schaftlokaal voor het buspersoneel. Daarboven verscheen in 1963 een glazen controlepost, die al snel de bijnaam 'aquarium' kreeg. In 1973 werd het gebouw gesloopt toen Stadsbus Maastricht de beschikking kreeg over een pand aan de Parallelweg, waar ook ruimte was voor de remise en kantoren. In 1985 werd een compleet nieuw busstation gebouwd aan de noordzijde van het Stationsplein, waarvan zowel de stadsbussen als de streekbussen gebruik gingen maken. Om meer ruimte te maken werd een vleugel van het stationsgebouw gesloopt en werden de niet langer gebruikte 'Belgische spoorlijnen' opgebroken. De moderne overkapping van het busstation in de vorm van twee kunststof tongewelven riep gemengde reacties op. Het vrijgekomen terrein van het streekbusstation werd deels ingericht als parkeerterrein, deels als openbare verblijfsruimte.

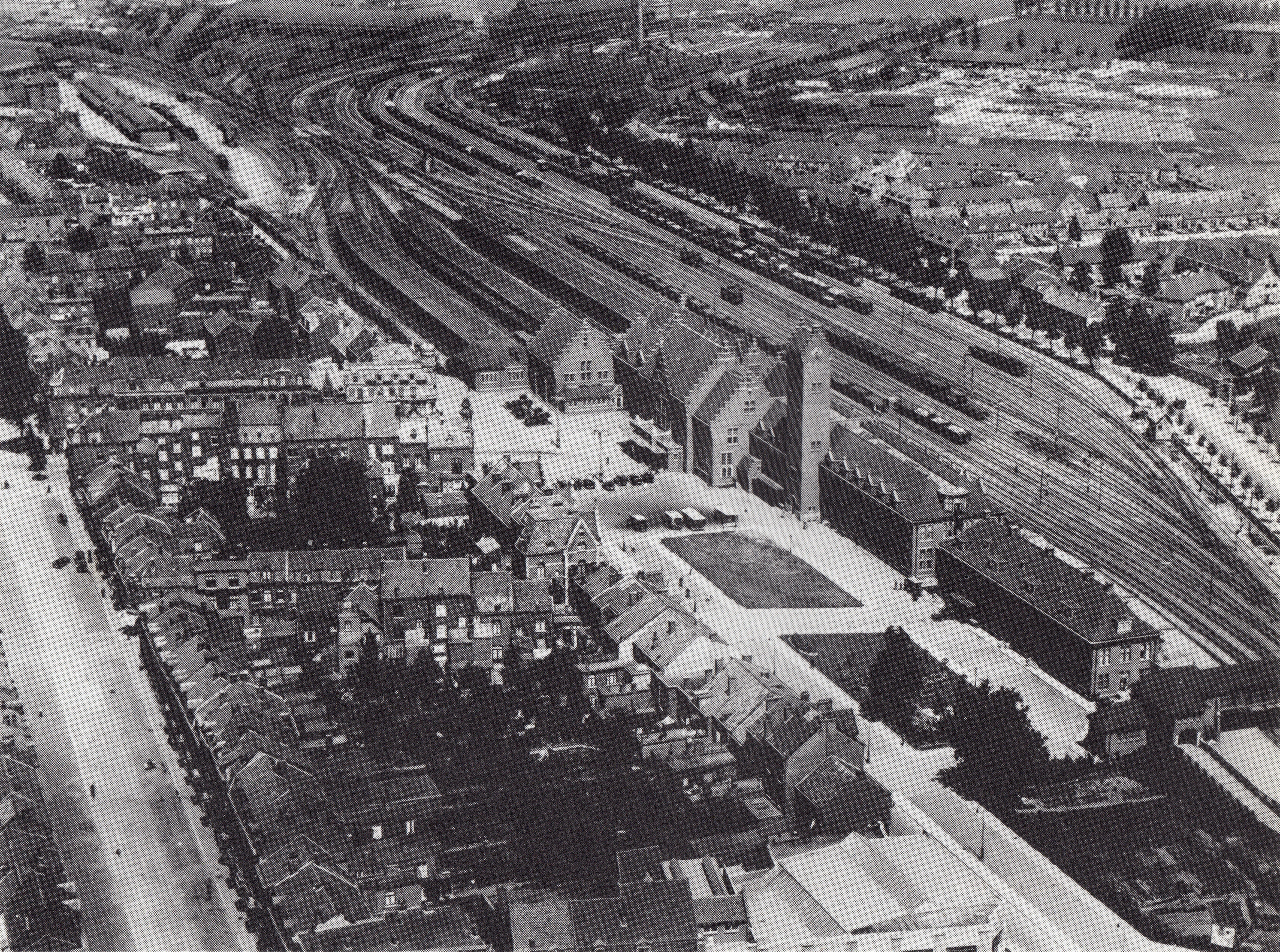
Luchtfoto Stationsplein, 1926
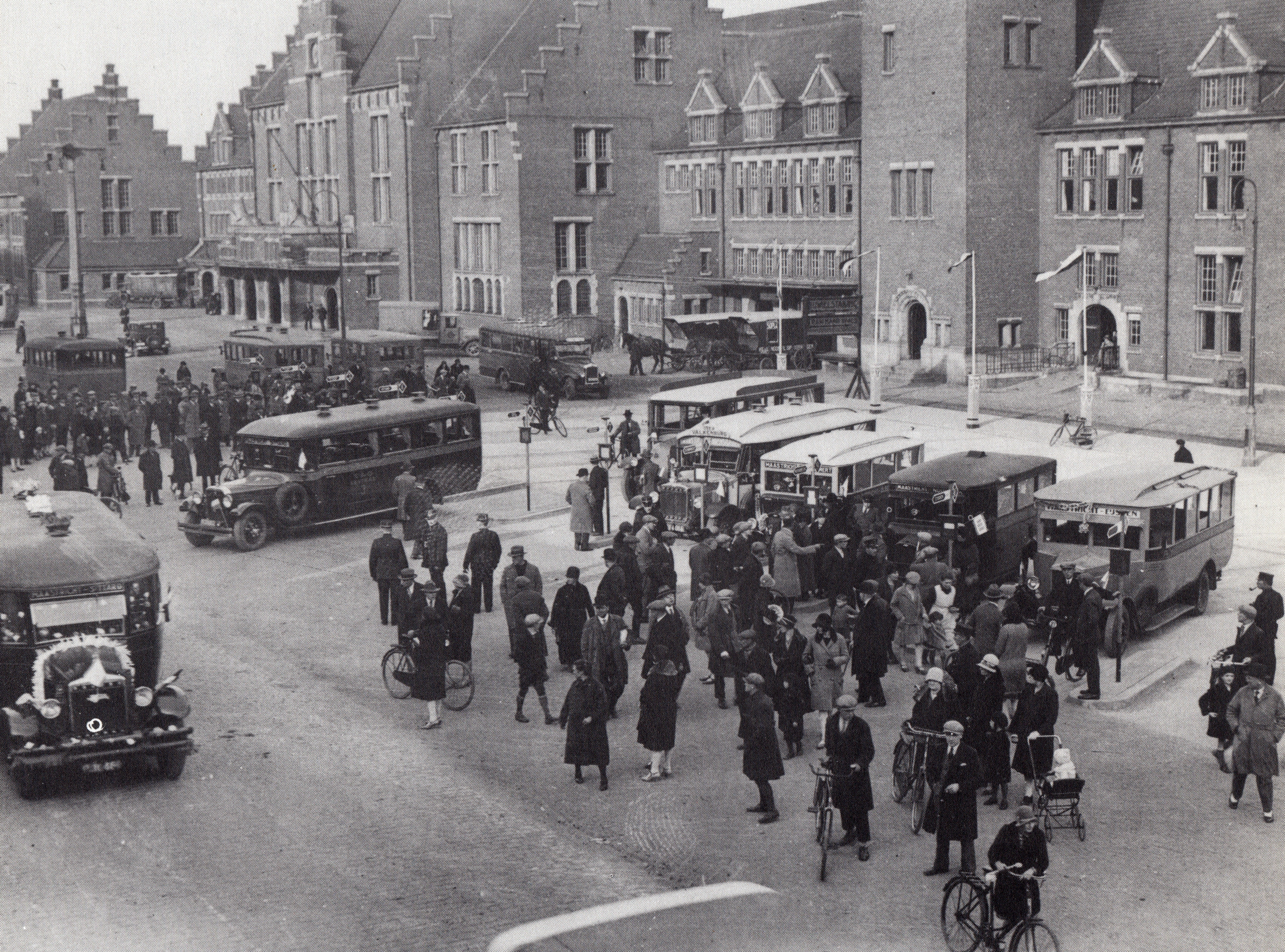
Opening busstation, 1929
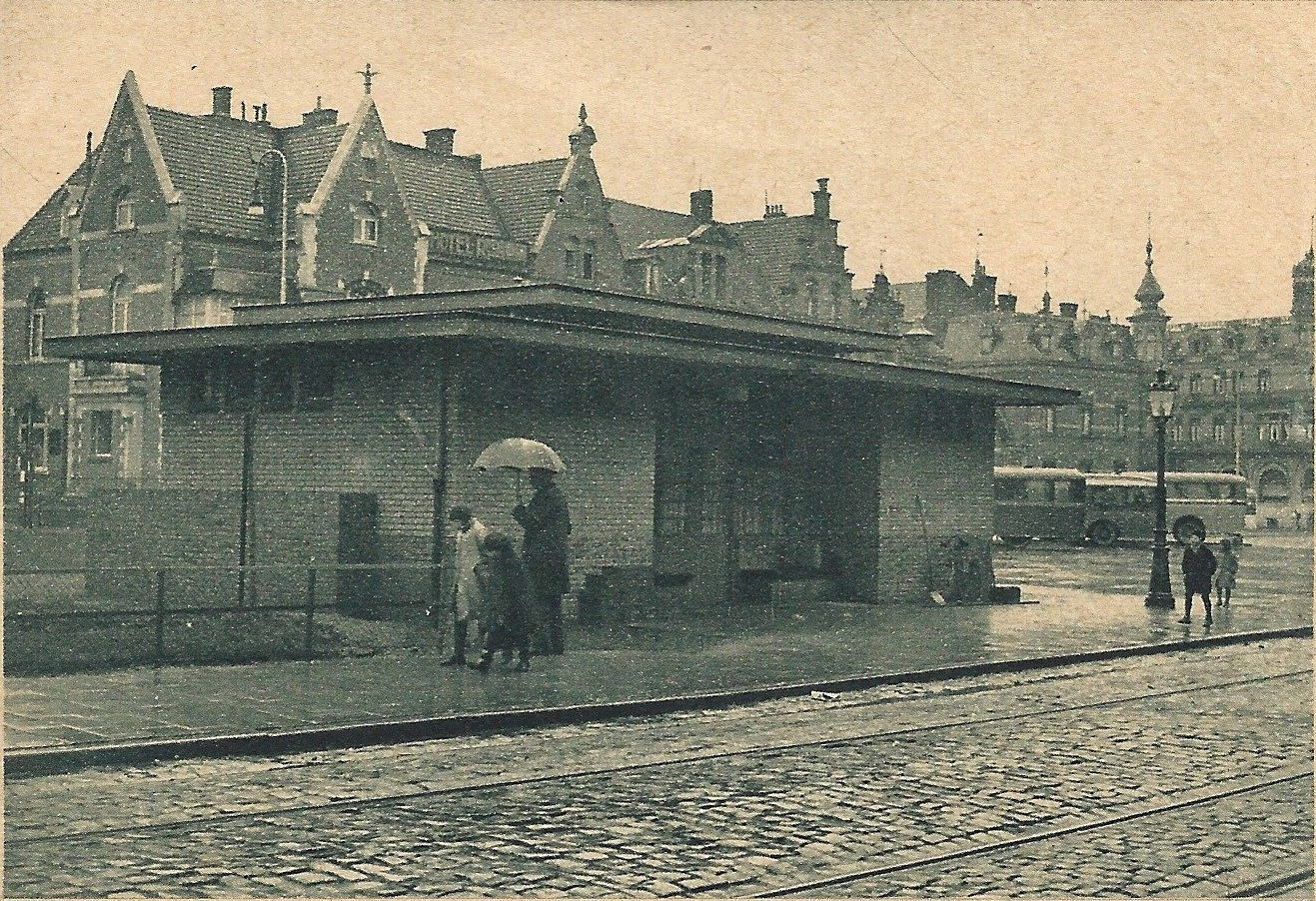
Wachthuisje LTM, 1931
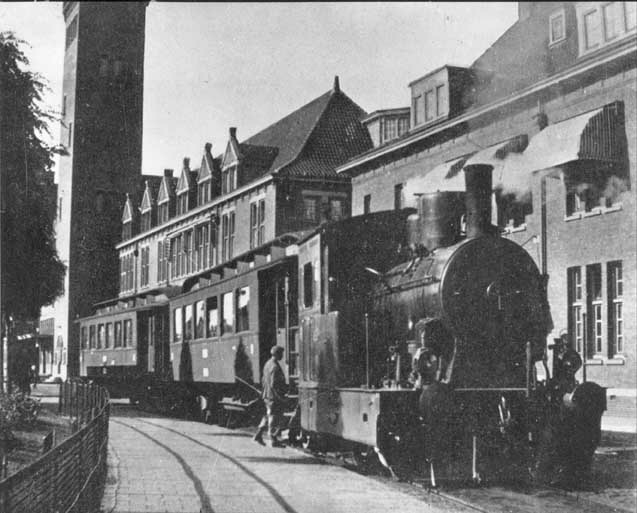
Stoomtram naar Vaals, 1935

### Eerste en Tweede Wereldoorlog
In de Eerste Wereldoorlog wist Nederland neutraal te blijven, maar toch ondervond met name Maastricht als grensstad de gevolgen ervan. Na de Duitse inval in België op 4 augustus 1914 kwam er een grote stroom Belgische vluchtelingen op gang, waarvan Maastricht er zo'n 14.000 opnam. De meesten kwam aan op het station, dat toen nog deels in aanbouw was.
Tijdens de Tweede Wereldoorlog fungeerde het station als verbindingsstation voor de Duitse Wehrmacht. Hitler zelf stapte er tweemaal over, de enige keren dat hij voet op Nederlandse bodem zette. Na de Bevrijding van Wyck op 13 september 1944 wapperde de Nederlandse vlag van de stationstoren en werd op het plein feestgevierd met de Amerikaanse bevrijders. De grote luchtalarmschuilkelder, die tijdens de oorlog op het Stationsplein was aangelegd, bleef nog tot 1960 bestaan. Tijdens de politionele acties in Indonesië (1947-1949) fungeerde de Maastrichtse Tapijnkazerne als opleidingscentrum. Honderden militairen ("Zwarte Panters") vertrokken vanaf Station Maastricht naar het oorlogsgebied.

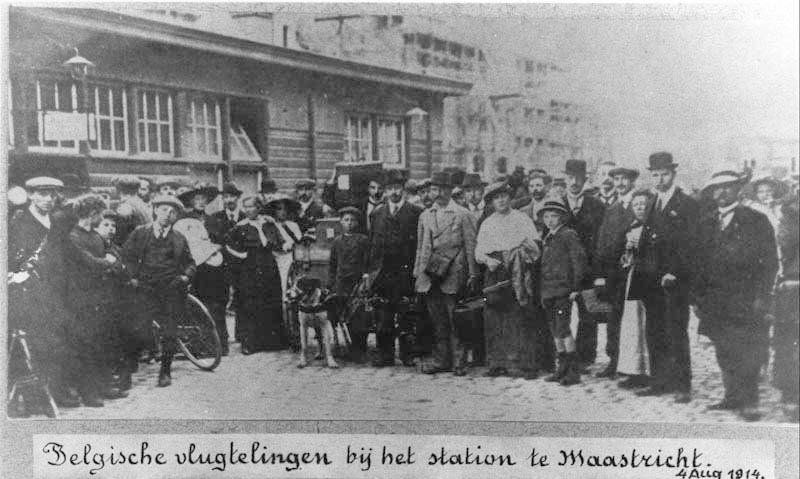
Belgische vluchtelingen, 1914
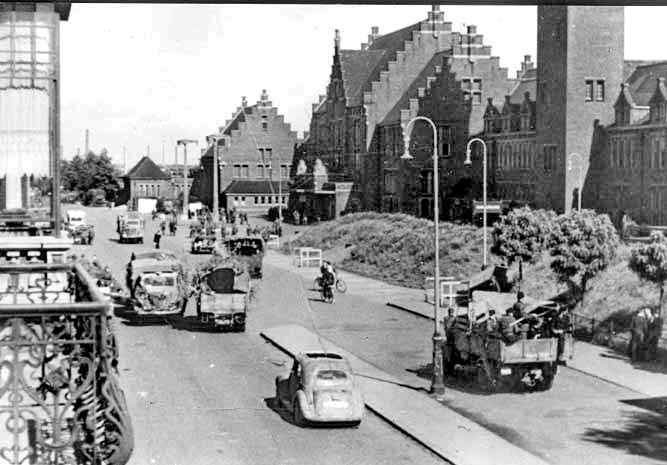
Vluchtende Duitsers, 1944
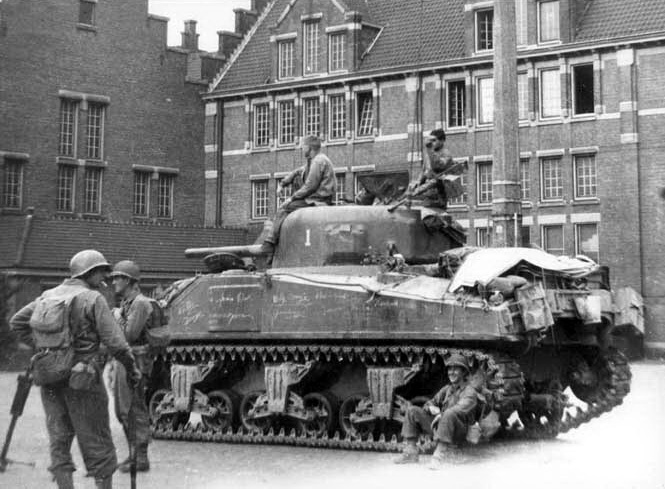
Amerikaanse bevrijders, 1944
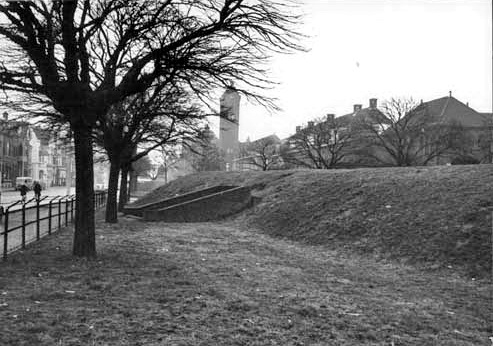
Schuilkelder, 1960

### Ontwikkelingen sinds 2003

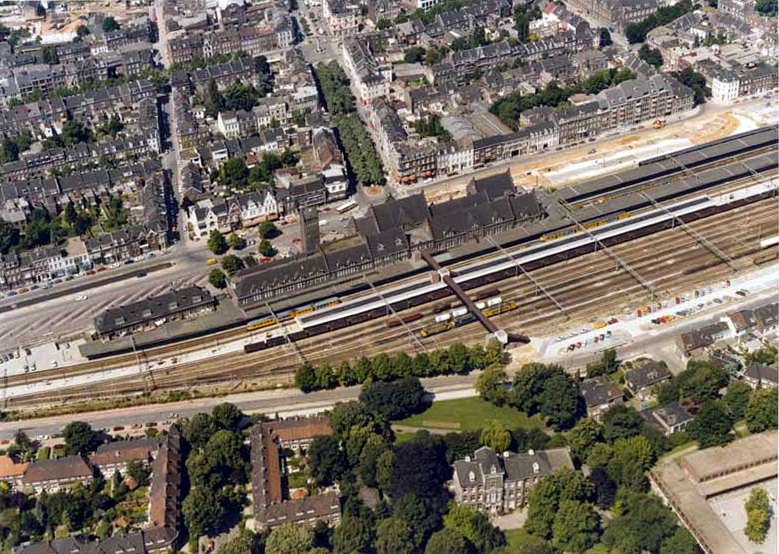
Omgeving Stationsplein in 1985 ten tijde van de bouw van een nieuw busstation

Van 2003 tot 2005 ging het zuidelijk deel van het stationsplein op de schop voor de bouw van het kantorencomplex De Colonel met een ondergrondse parkeergarage. De kantoortoren vormt sindsdien een markante afsluiting van het plein. De openbare ruimte werd heringericht in bijpassende stijl met kasseibestrating, een fontein en bloemperken omrand met hardstenen zitbanken. Het ontwerp was van de Belgische tuin- en landschapsarchitecten Jacques Wirtz en zonen. In 2008 werden plannen gepresenteerd voor de sneltram Hasselt - Maastricht, waarbij het de bedoeling was dat het station de voorlopig eindhalte in Maastricht zou worden. Op termijn zou de lijn worden doorgetrokken naar Randwyck. Nadat een studie had uitgewezen dat de Wilhelminabrug onvoldoende draagkracht had voor de trams, werd de lijn ingekort, waardoor het station geen halte meer was. In mei 2022 werd het project door de Vlaamse regering stopgezet.
In 2017 kwam een nieuwe fietsparkeerkelder gereed, grotendeels onder het Stationsplein gelegen, hoewel de hoofdentree in de middenberm van de Stationsstraat ligt. Op het Stationsplein is een voetgangersingang. Aansluitend aan de bouw van de garage werd het stationsgebouw voor 8 miljoen euro gerenoveerd. In de opgeknapte stationshal komt een grand-café en voor het zuidelijk deel van het stationscomplex wordt een hotelexploitant gezocht. In dit deel is al vele jaren een fietsenmaker en -verhuurder gevestigd. De voormalige fietsenstalling wordt omgevormd tot scooterstalling. Het plein ervoor wordt parkachtig ingericht. In 2020 wordt ook het deel bij de hoofdentree van het station heringericht. Het is de bedoeling dat hier de verdwenen trappartij terugkomt. Ook worden de oorspronkelijke, 11 m hoge betonnen lichtmasten in een nieuwe vorm (van staal) herplaatst. De overkapping van het busstation, die voor de bouw van de fietsparkeergarage is gesloopt, komt in elk geval niet terug.

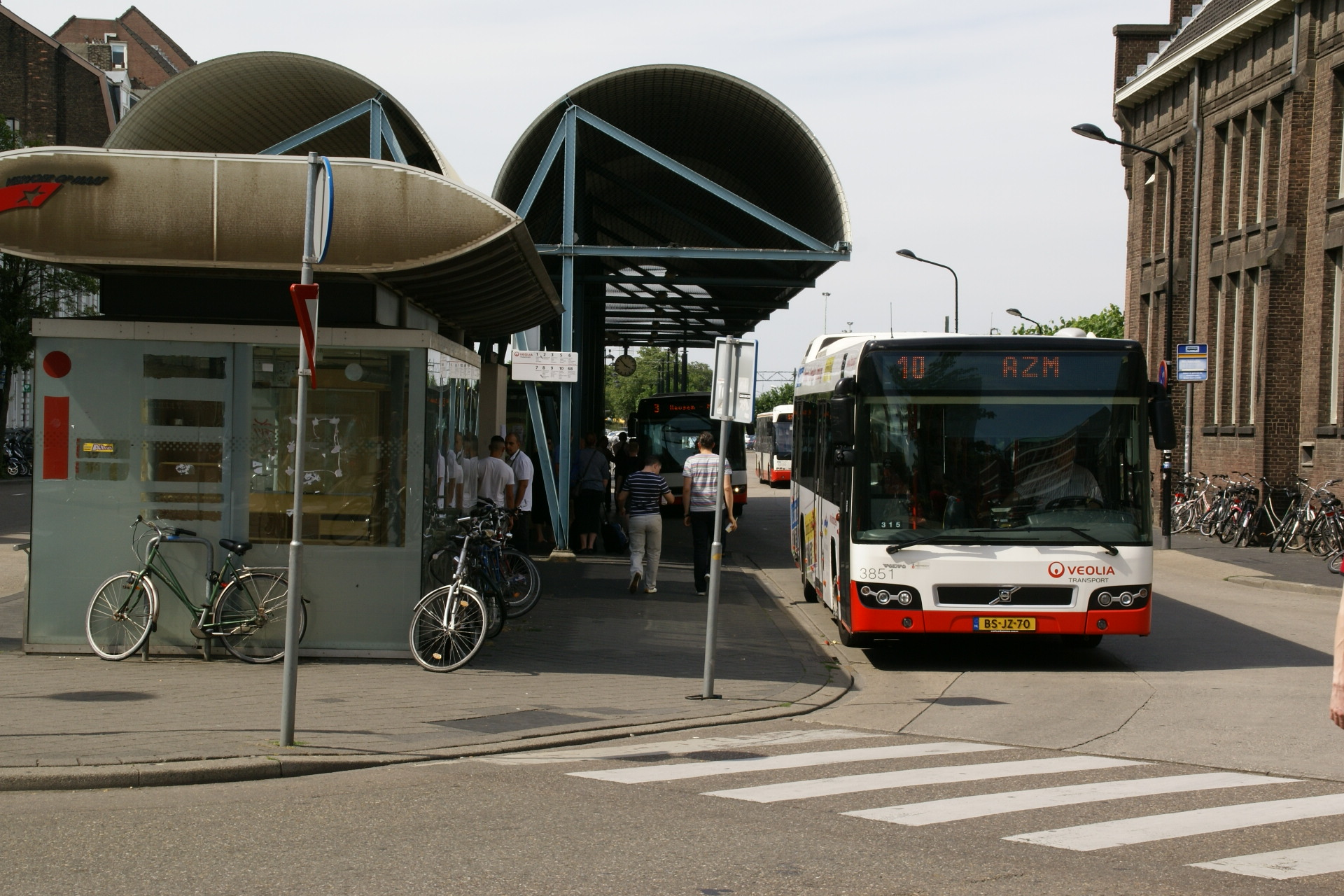
Busstation, 2010
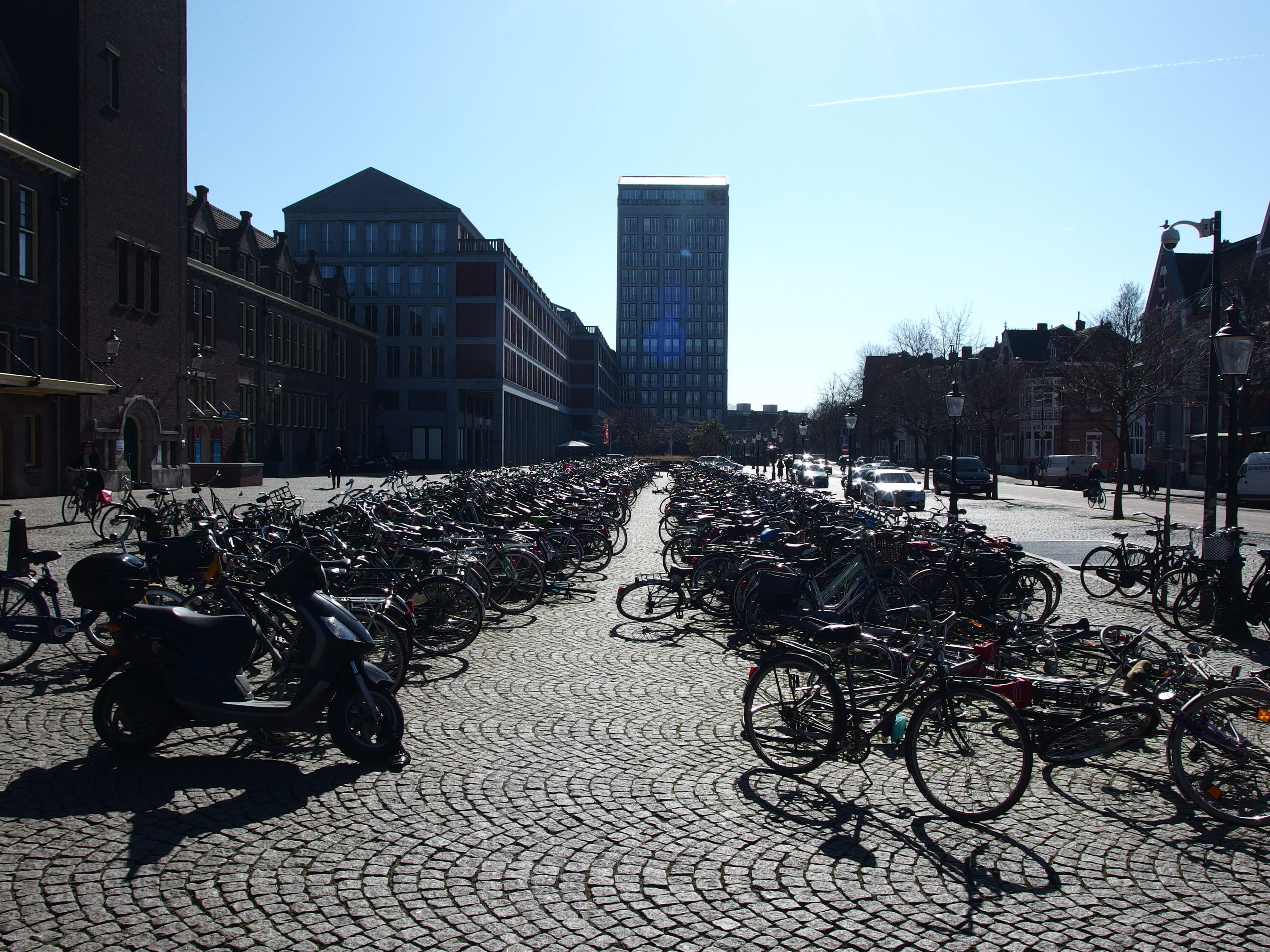
Fietsen bij het station, 2015
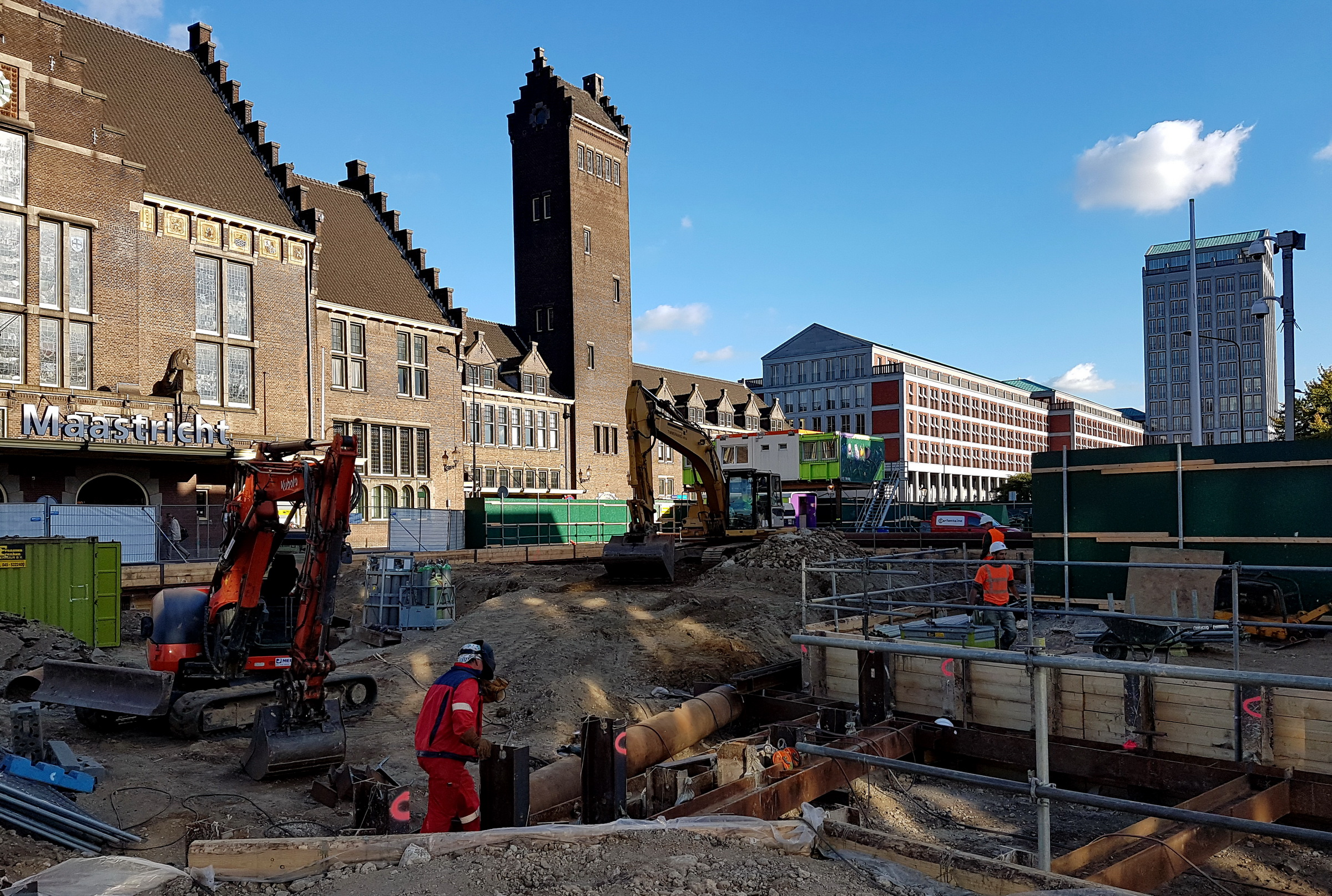
Bouw fietsparkeerkelder, 2016
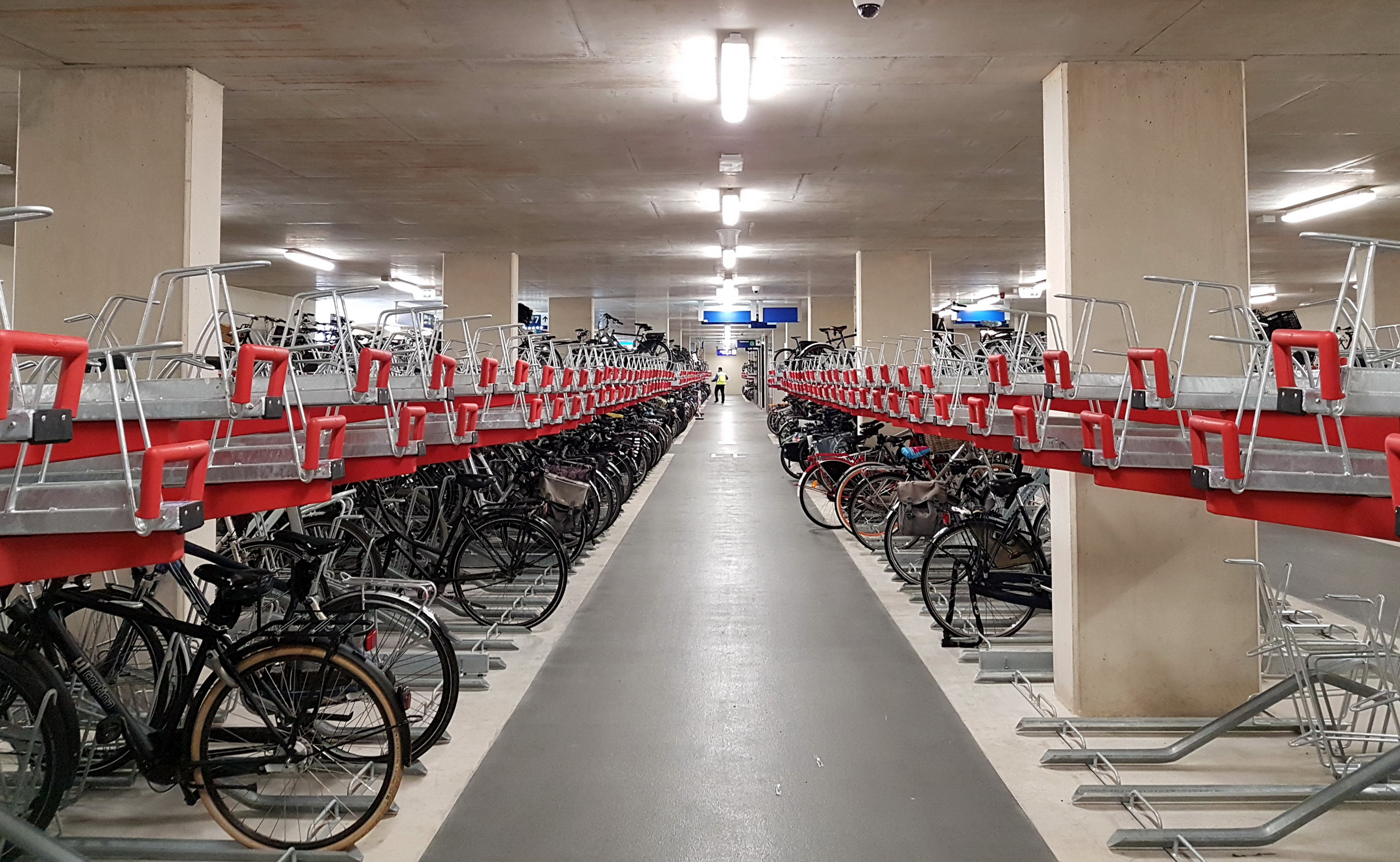
Fietsparkeerkelder, 2018

## Bezienswaardigheden

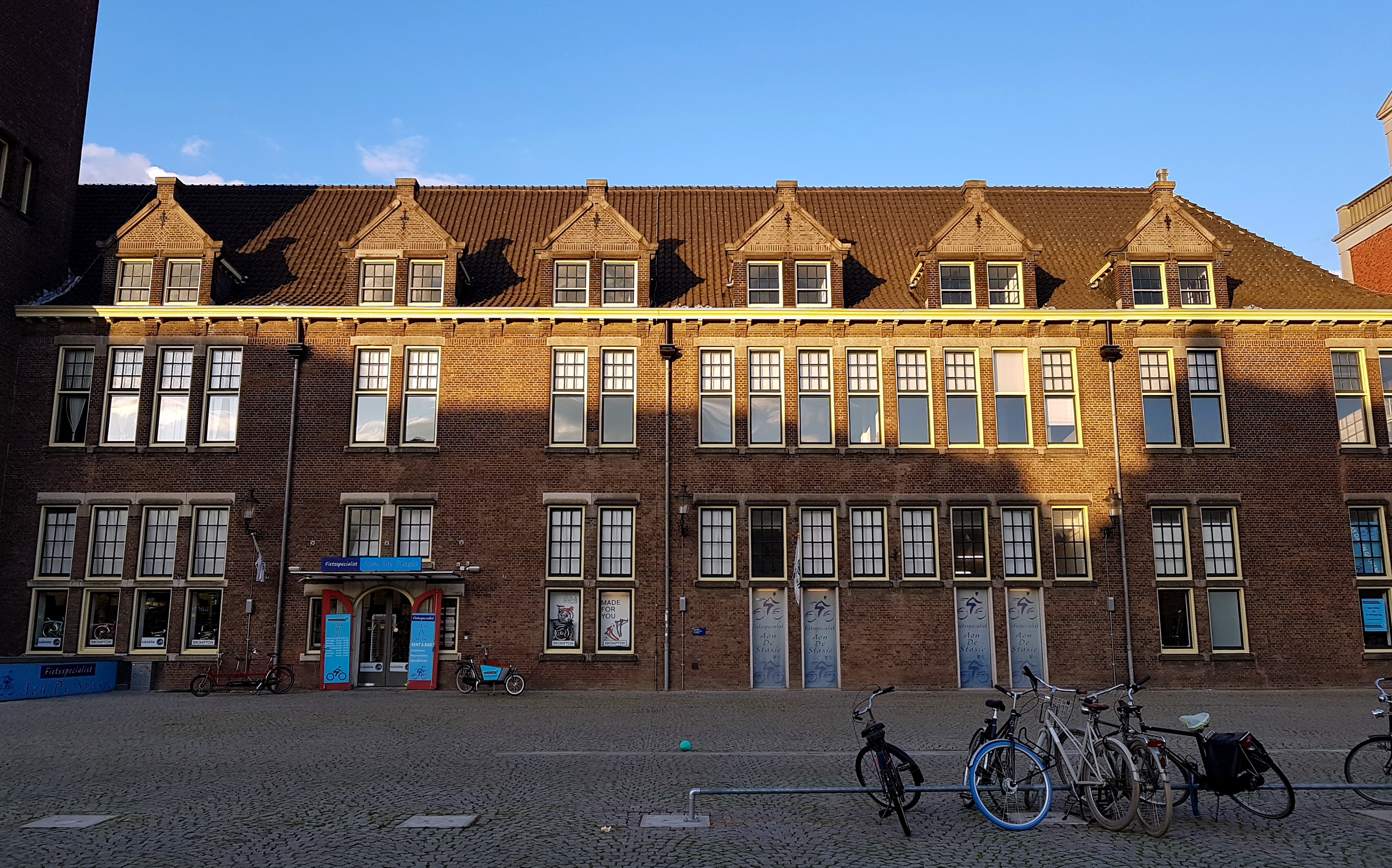
Station Maastricht: zuidelijk bouwdeel

### Architectuur oostzijde
Het stationsgebouw in neorenaissancestijl werd in 1915 voltooid naar een ontwerp van G.W. van Heukelom. De gevel van het gebouw, met diverse trapgevels en een vierkante toren, die niet in de as van de Stationsstraat staat, strekt zich uit over een lengte van ruim 150 m langs de oostzijde van het plein. Het gebouw is opgetrokken in bruine baksteen op een plint van graniet, met granieten detailleringen en beeldhouwwerk. Het station is sinds 1997 een rijksmonument.
Ten zuiden van het station ligt het postmodernistische kantorencomplex De Colonel van de Duitse architect Hans Kollhoff. Het gebouw uit 2005 bestaat uit twee bouwdelen en bevat diverse neoclassicistische elementen. Het langgerekte lage deel sluit aan op het stationsgebouw en bezit een colonnade. De kantoortoren van vijftien verdiepingen (56 m) wordt bekroond door een dakopbouw, die – vanuit het westen of oosten gezien – de vorm heeft van een fronton. De gevels zijn bekleed met rode baksteen en grijze hardsteen; de daken met groen koper. De voornaamste huurder van de 18.000 m² kantooroppervlakte is parkeerbedrijf Q-Park, dat hier zijn internationale hoofdkantoor heeft.

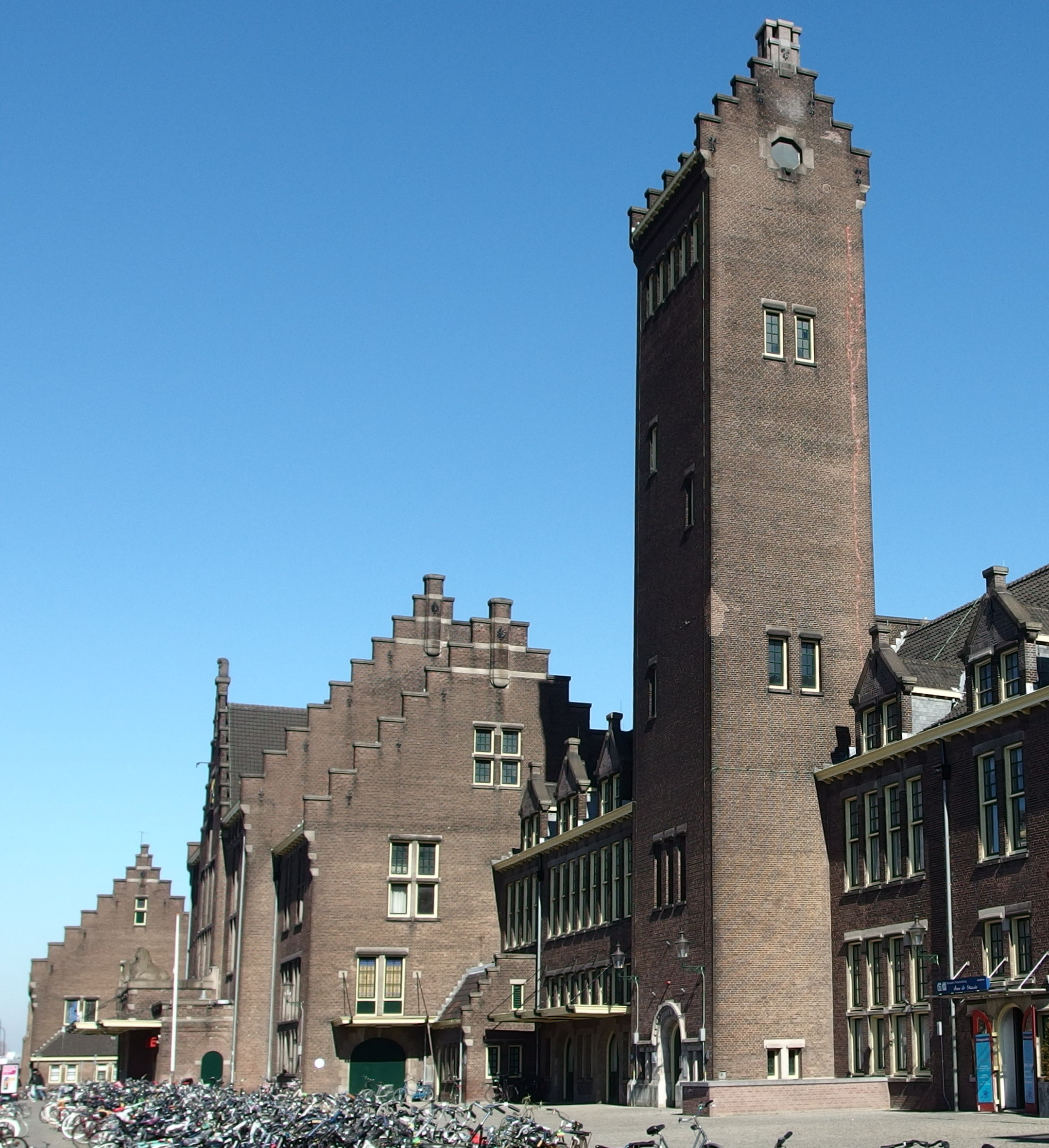
Station: trapgevels en toren
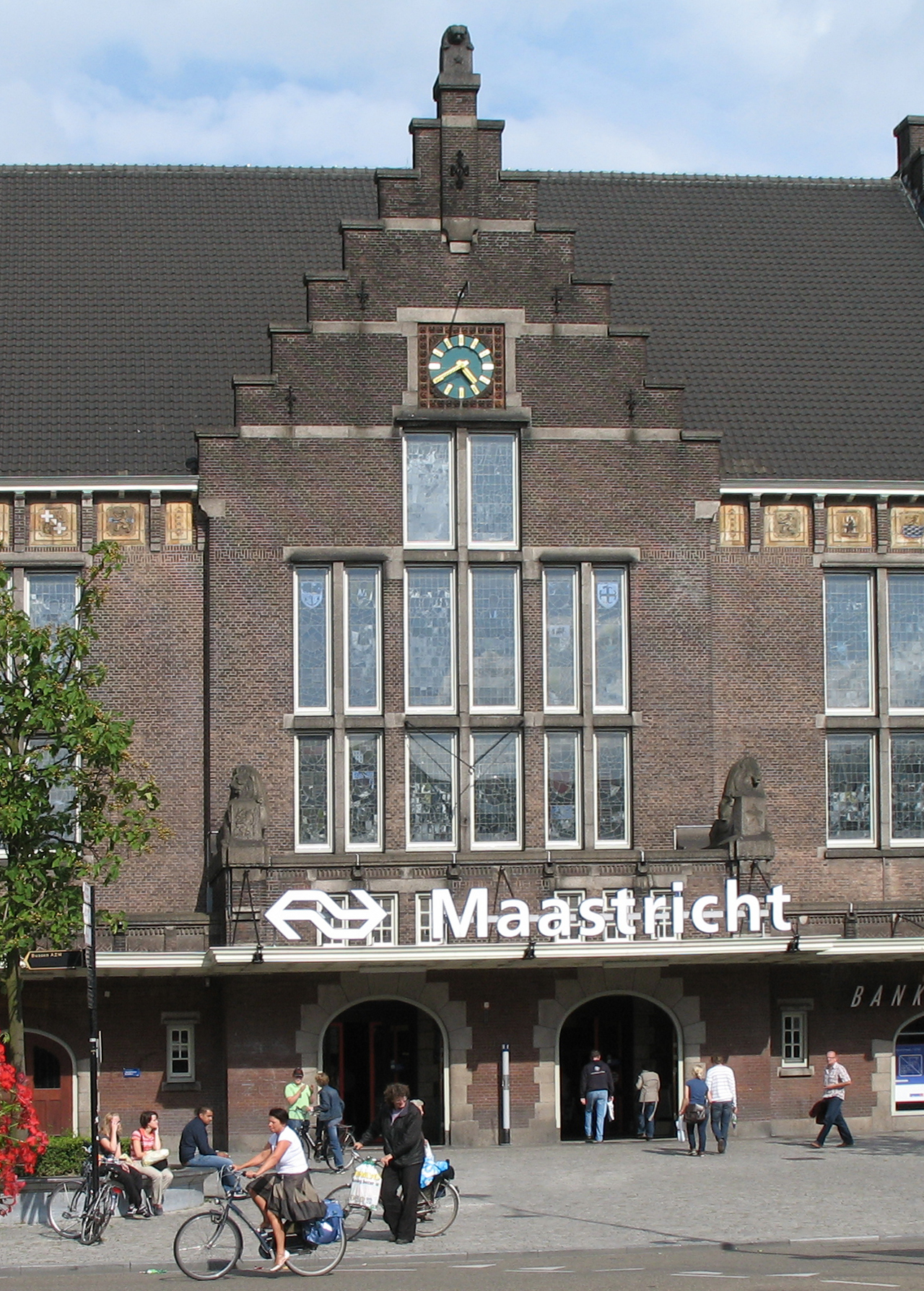
Station: centrale trapgevel
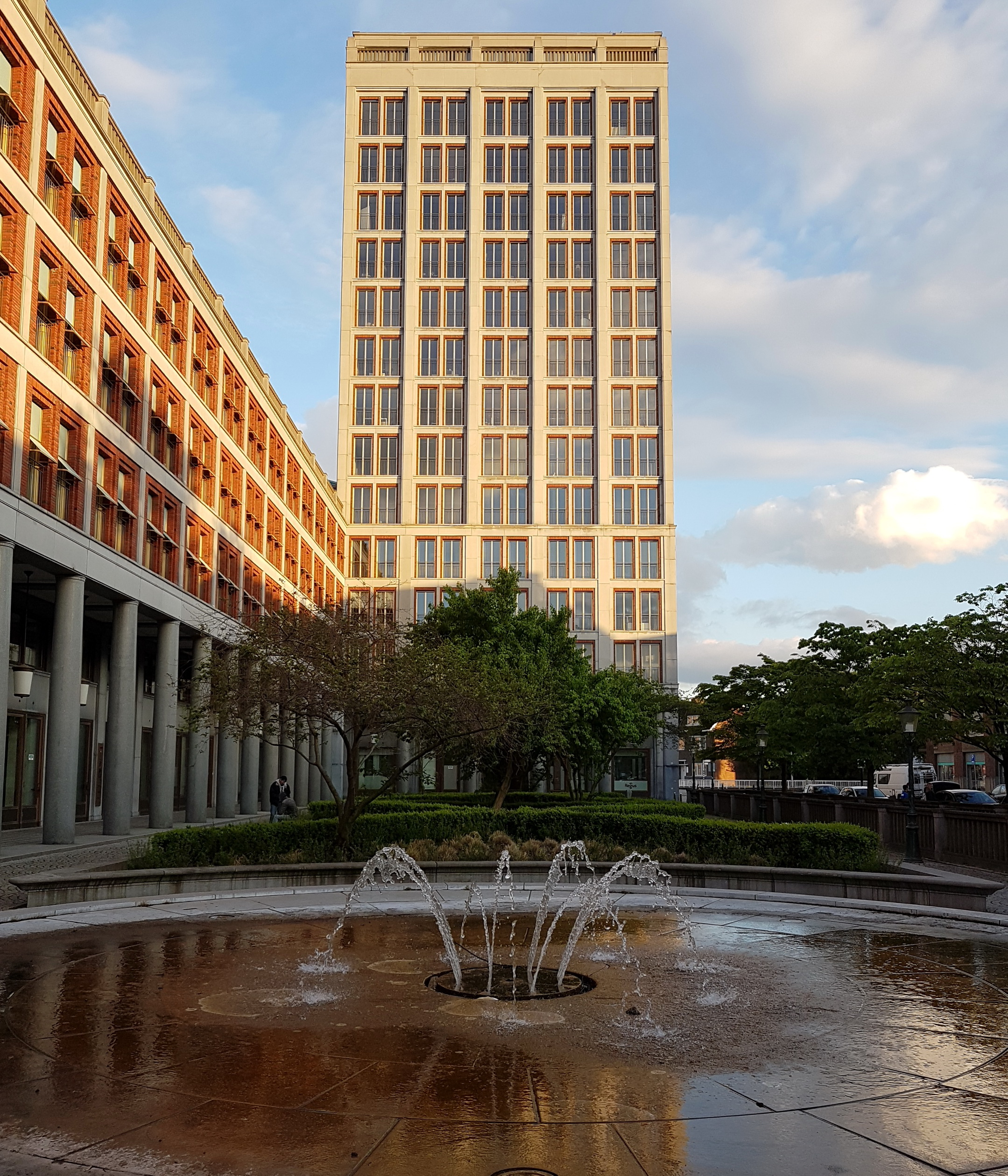
Colonel: laagbouw en toren
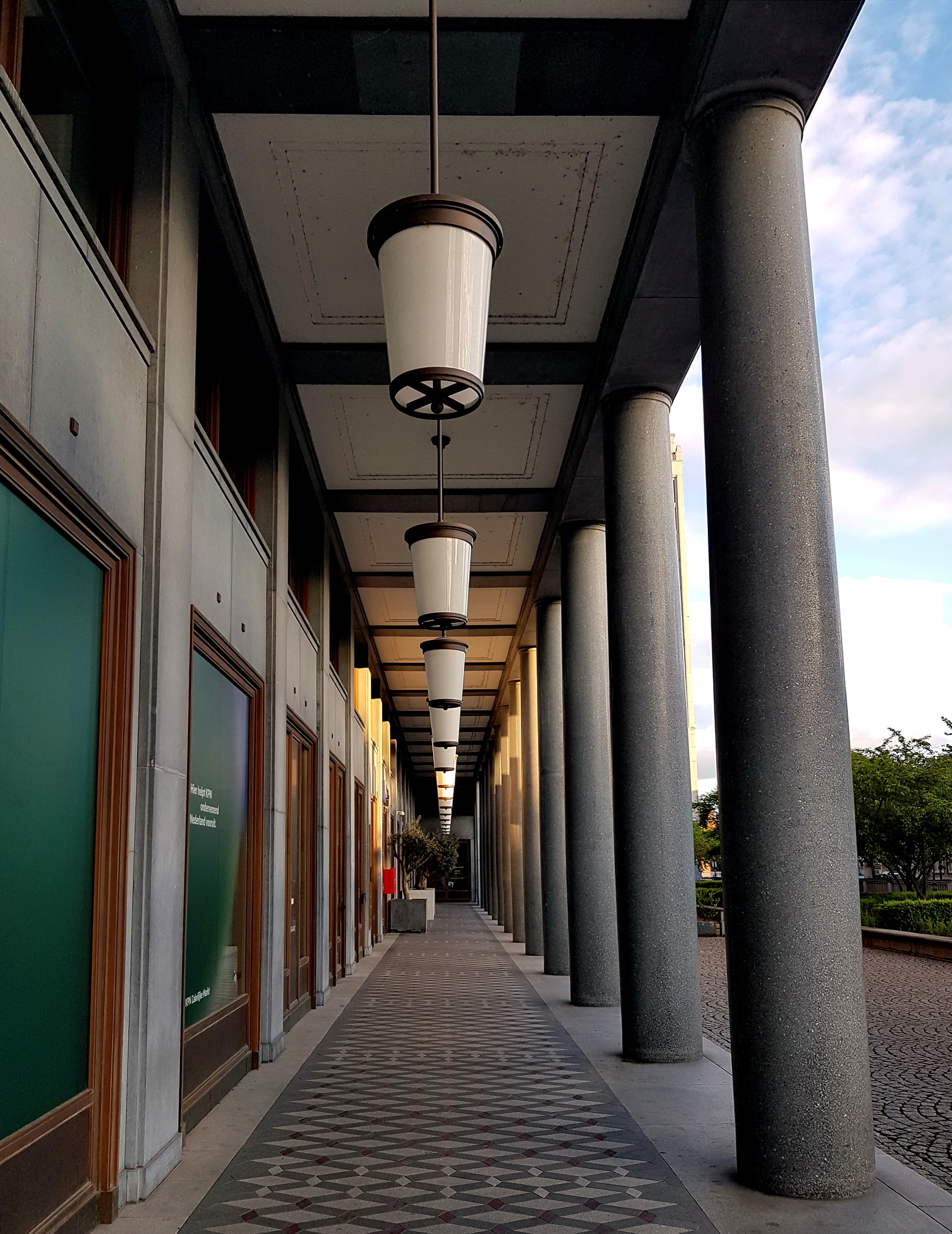
Colonel: colonnade laagbouw

### Architectuur westzijde
Een deel van de historische bebouwing aan de Parallelweg is opgeofferd aan hoteluitbreidingen en de bouw van kantoren en appartementen. Zes aaneengesloten panden uit omstreeks 1900 vormen een tweetal gemeentelijke monumenten (nrs. 46 t/m 52). De gevels zijn neoclassicistisch van opbouw met pilasters en frontons. Het uit vier woningen bestaande blok op nrs. 49 t/m 52 lijkt symmetrisch, maar is dat niet. Het middendeel heeft een door gebeeldhouwde consoles gedragen balkon en eindigt in een Vlaamse gevel.

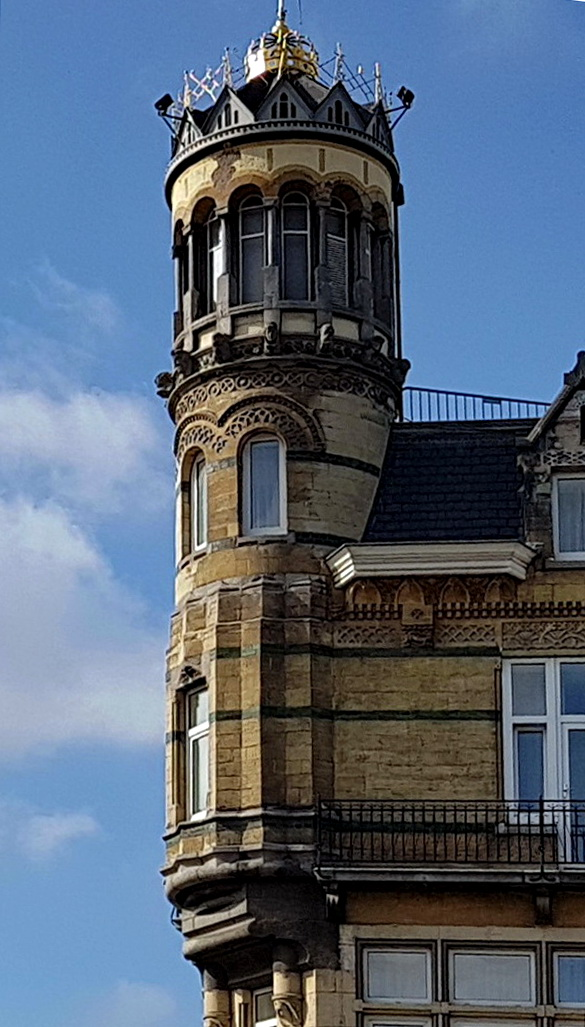
De markante erkertoren van Hotel de l'Empereur

Het als zodanig gebouwde Grand Hotel de l'Empereur op de hoek van de Stationsstraat en de Parallelweg is een eclectisch gebouw uit 1902 met art nouveau-invloeden. Bijzonder is het gebruik van Limburgse mergel, hardsteen en groene geglazuurde bakstenen. Met zijn rijk gedecoreerde ronde erkertoren vormt het hotel voor de treinreiziger een markante entree van Wyck. Aan de kant van de Parallelweg kwamen in 1988 en 2004 uitbreidingen van het hotel tot stand door de architect Fred Humblé.
Oorspronkelijk lag tegenover Hotel de l'Empereur op de hoek van de Stationsstraat een even markant gebouw, waarvan de achtkantige hoektoren werd bekroond door een uivormige koepel. Deze villa in neorenaissancestijl, kort na 1900 gebouwd voor de rijke industrieel Frederik Regout, brandde omstreeks 1932 grotendeels af. In 1933 werd de villa in zakelijk-expressionistische stijl herbouwd als Hotel Rosier. Omstreeks 2010 is het pand door Hotel Kaboom opnieuw verbouwd. De liftschacht, die boven de gevel van gele baksteen uitsteekt, poogt het verdwenen torentje te memoreren. Van de oorspronkelijke villa bleef een geveldeel aan de kant van de Stationsstraat gespaard.
Verderop aan de Spoorweglaan liggen diverse villa's en herenhuizen, waarvan er twee rijksmonumenten zijn (nrs. 7 en 15) en de meeste andere gemeentelijke monumenten. De villa op de zuidoosthoek van de Bourgognestraat (Spoorweglaan 7) is in 1901 gebouwd naar een ontwerp van Willem Sprenger in een mengeling van jugendstil en chaletstijl. De rode en gele baksteen vormen decoratieve kleurverbanden. Opvallende elementen zijn de loggia en de geornamenteerde houten dakoverstek van het linkerbouwdeel en de brede erker van het rechter bouwdeel met afgeschuinde hoek en verdiept liggend portiek. De gehele erker is rijk versierd met bewerkte houten stijlen en balusters, en bovenlichten met glas in lood. De geornamenteerde vensterkappen zijn afkomstig van de voormalige Villa Aldegonda. De tussenwoning op nr. 12 dateert uit 1909 en heeft een brede, wit gesausde gevel in historiserende stijl die bekroond wordt door een gemetselde balustrade. De eind twintigste eeuw toegevoegde tweede verdieping is circa twee meter teruggelegd ten opzichte van de rest van de voorgevel.

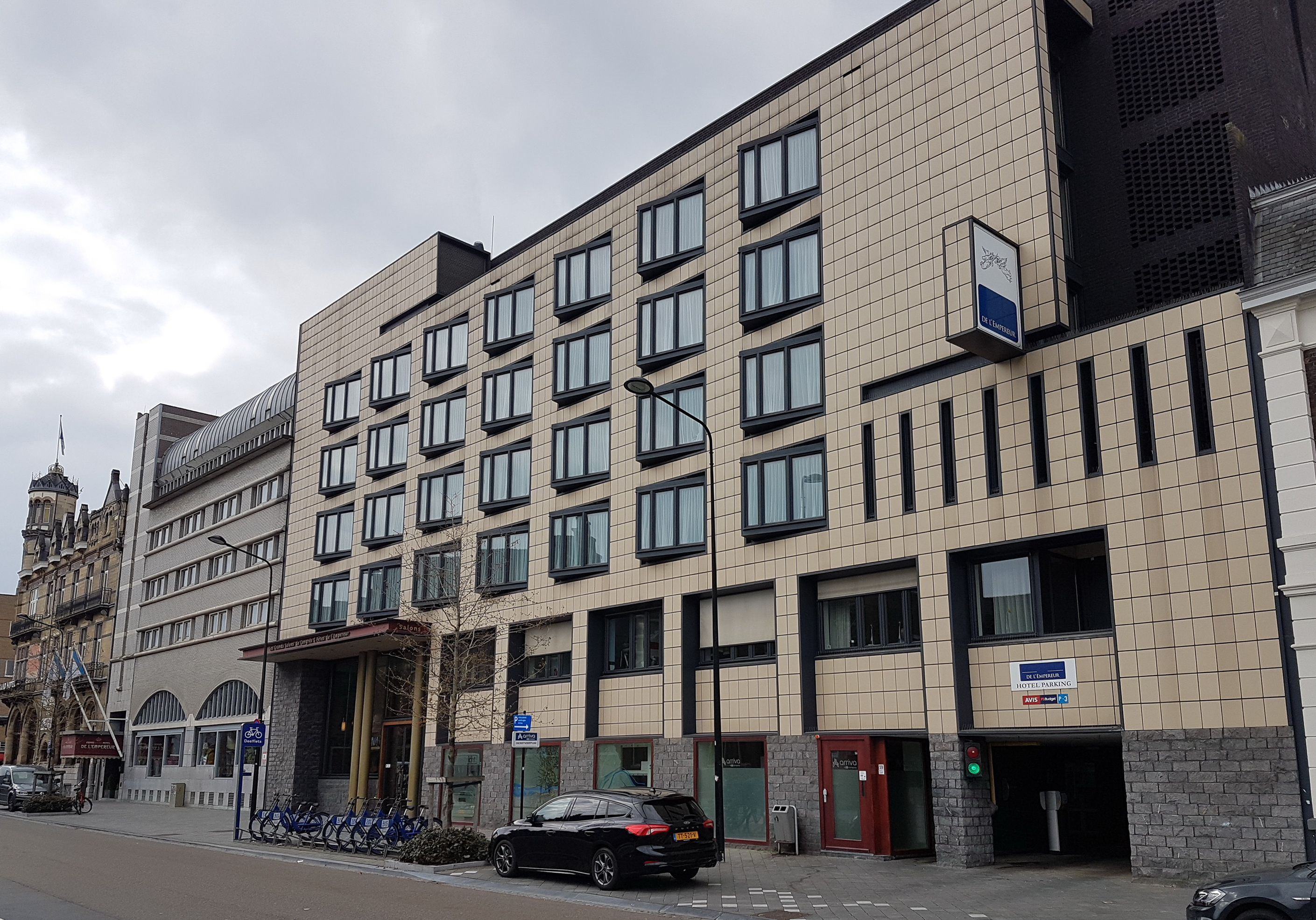
Grand Hotel de l'Empereur
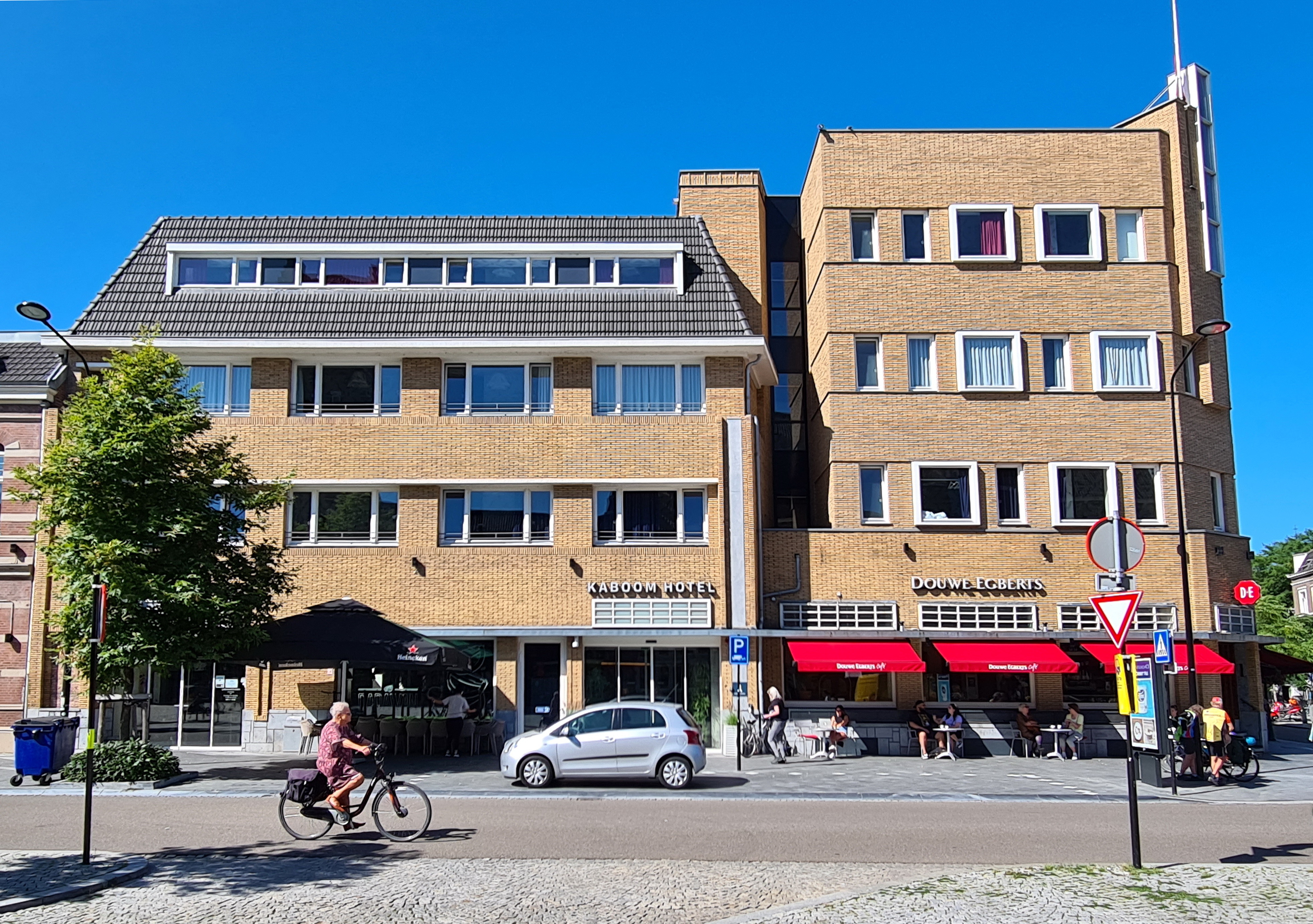
Kaboom Hotel
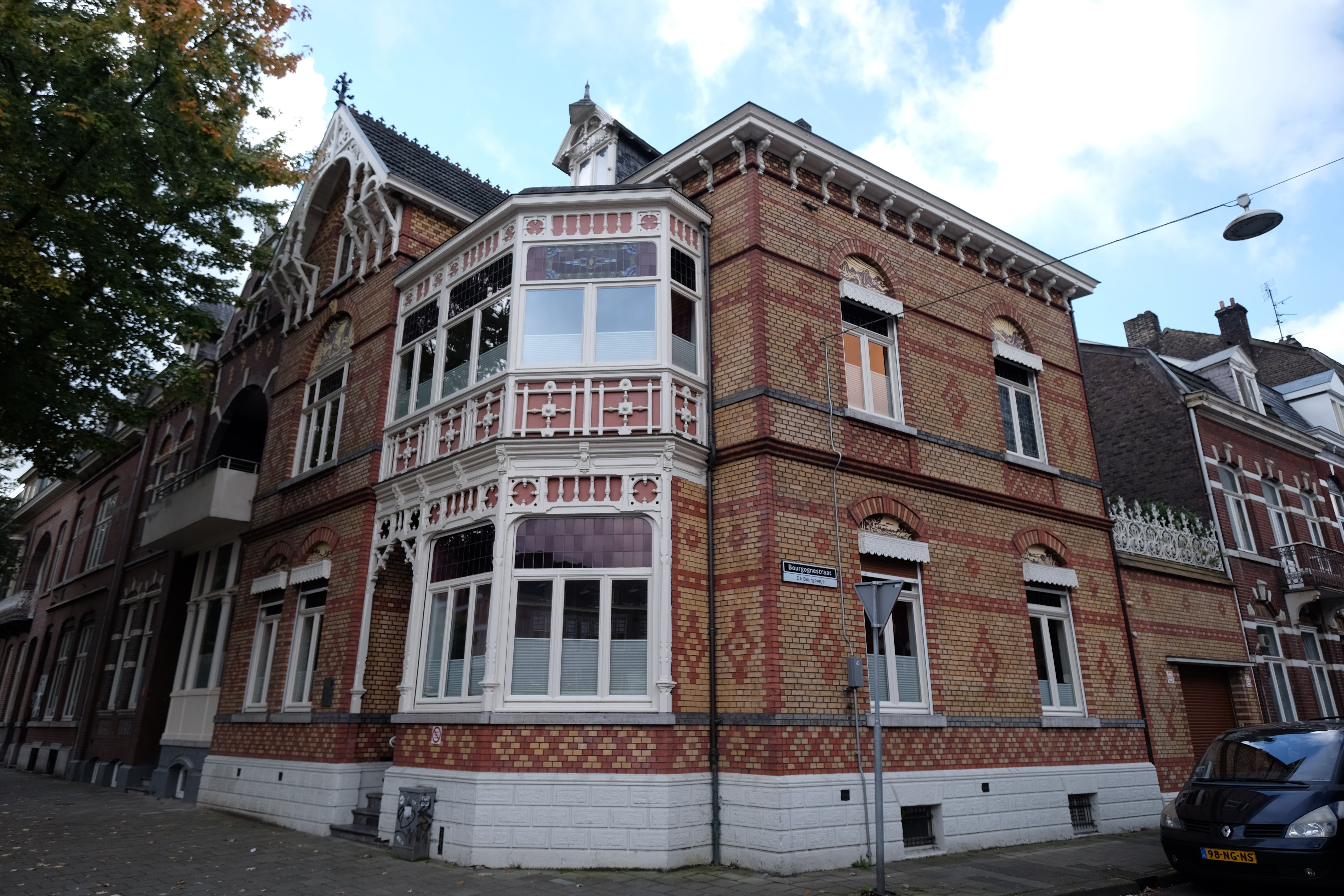
Spoorweglaan 7
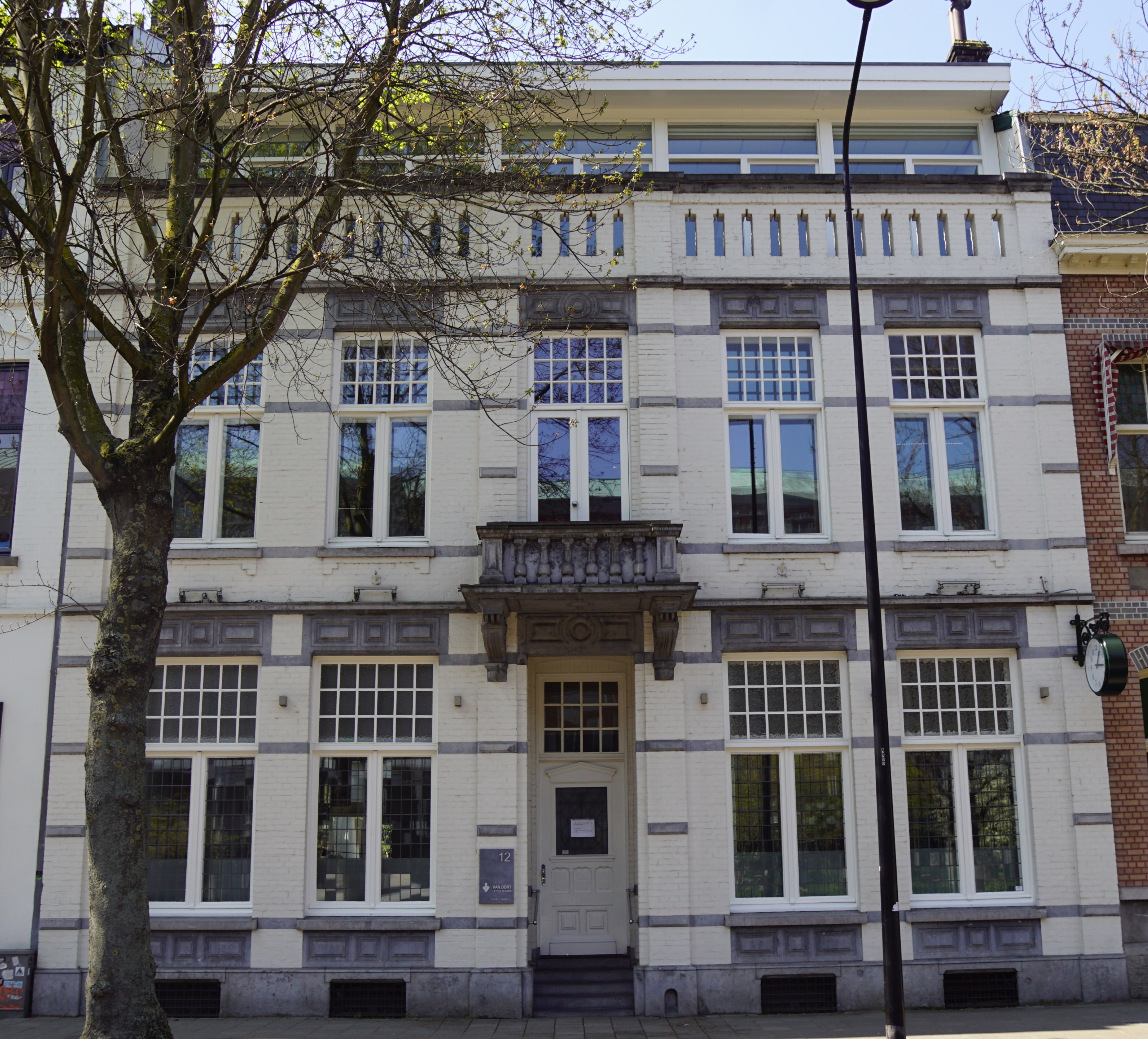
Spoorweglaan 12

### Kunst en vormgeving openbare ruimte
Het stationsgebouw is voorzien van diverse beeldhouwwerken. Zo bevinden zich boven de hoofdentree twee granieten leeuwen met het stadswapen van Maastricht, ontworpen door W.C. Brouwer. Aan weerszijden van de trapgevel bevinden zich tegeltableaus met de provinciewapens. Bij de ingang naar de perrons is een tegeltableau met het wapen van Nederland aangebracht.
Het zuidelijk pleindeel is zorgvuldig vormgegeven in overeenstemming met de klassieke uitstraling van De Colonel. De ingelegde vloer van de colonnade toont een geometrisch motief. De hardstenen randen van de fontein en de bloemperken doen tevens dienst als zitbanken. Van dezelfde Belgische hardsteen zijn de balustrades rond de ingang van de fietstunnel.

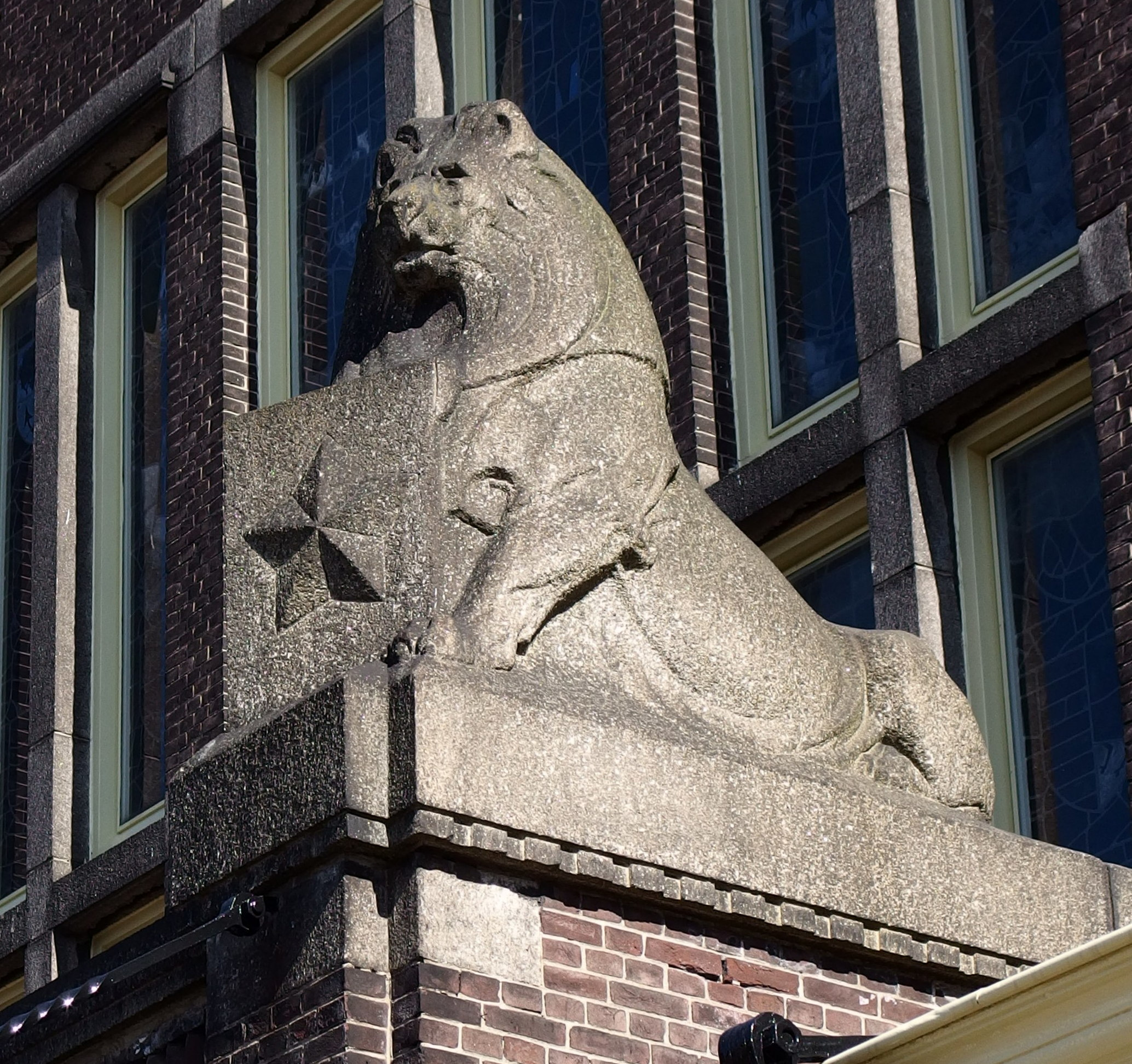
Sculptuur stationsentree
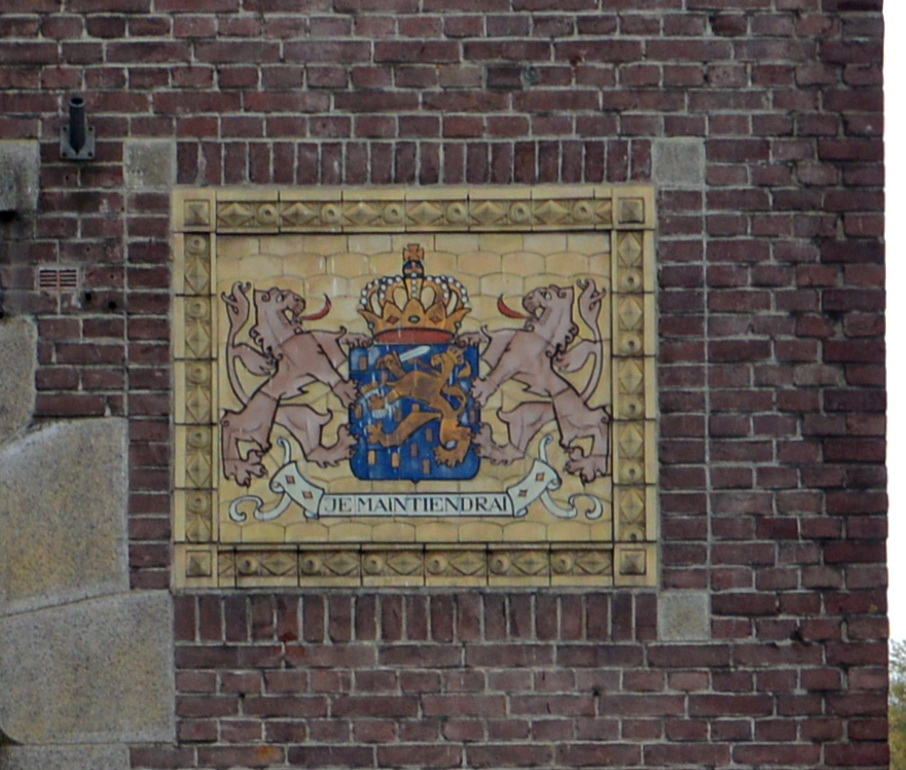
Tegeltableau perronentree
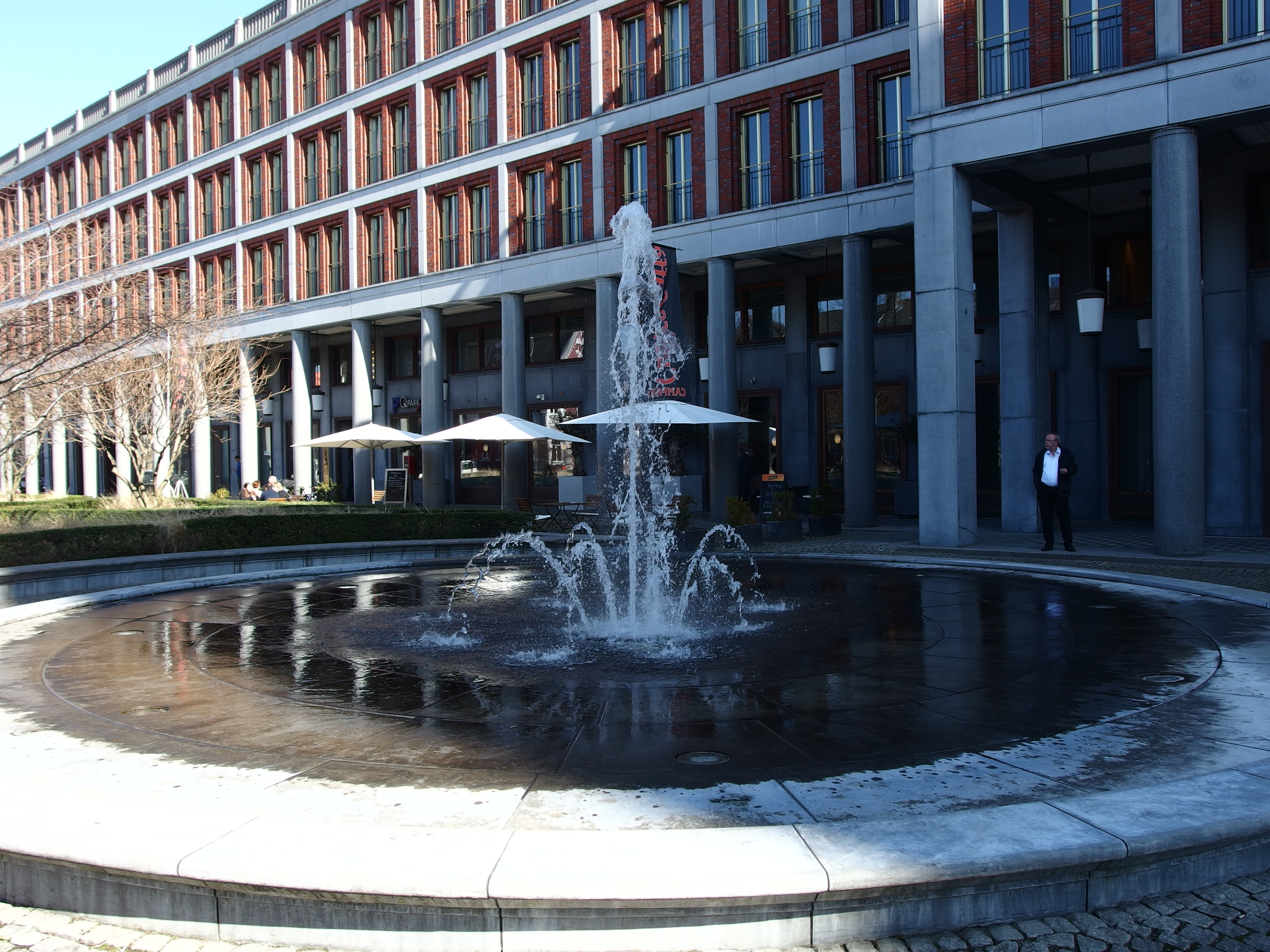
Fontein
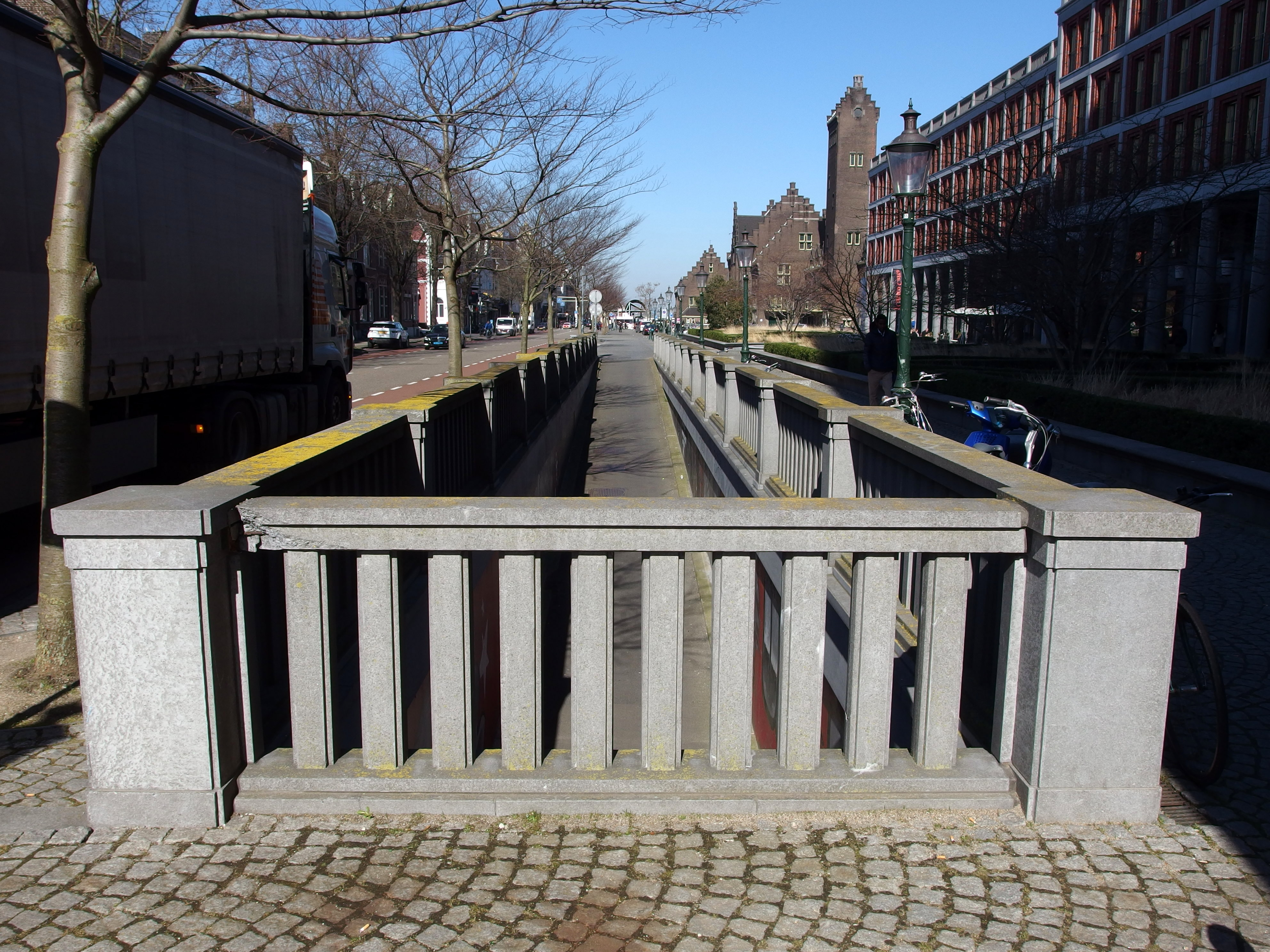
Ingang fietstunnel

## Trivia

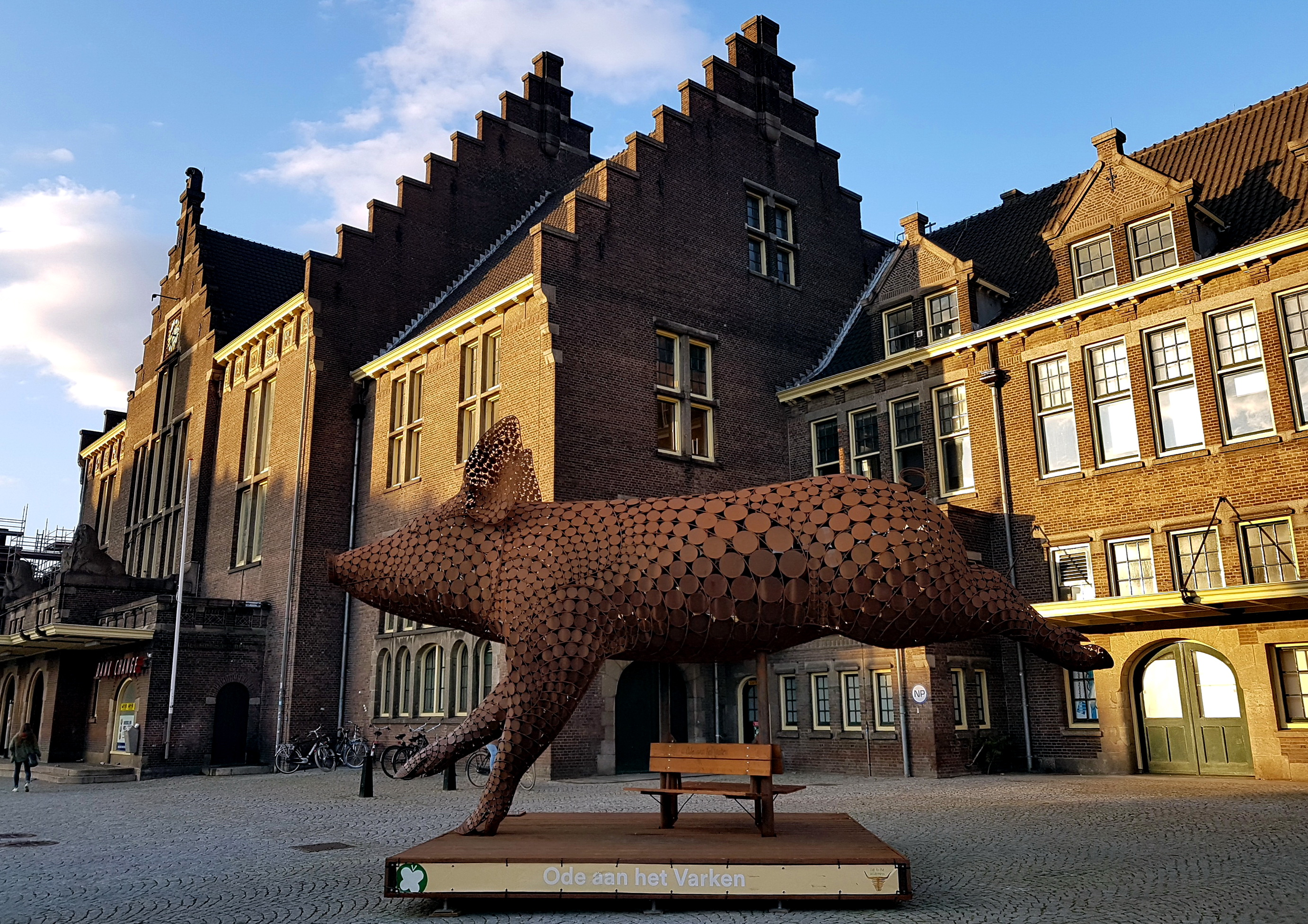
Ode aan het Varken, 2019

- Grand Hotel de l'Empereur was genoemd naar de eigenaar, de Stoombierbrouwerij De Keyzer. De eerste huurder was ene F. Waelen, die er een hotel met casino in vestigde. Gokken was in Maastricht verboden, maar doordat de ingang van het hotel aan de Parallelweg tot de grenscorrectie van 1907 op grondgebied van Meerssen lag, wist de uitbater dit verbod te omzeilen.[37]
- Naast het betonnen gebouwtje van de voetgangerstunnel aan de zuidzijde van het plein stond in de jaren zestig en zeventig de ijskraam Venezia, een nevenvestiging van de bekende ijssalon van de familie Belfi in de Wycker Brugstraat.[38]
- In 1988 werd op het Stationsplein een zelfreinigend openbaar toilet geplaatst, nadat de oude urinoirs al enige jaren daarvoor verwijderd waren. Maastricht was daarmee, na Amsterdam, de tweede stad in Nederland die deze 'geautomatiseerde' openbare toiletten plaatste.[39]
- In april-mei 2019 stond het reizende kunstwerk Ode aan het Varken op het Stationsplein om aandacht te vragen voor de benarde leefsituatie van varkens.[40]